# Beuil
Cet article possède un paronyme, voir Bueil.
Beuil (en niçois et en vivaro-alpin Buèlh ou Buèi, en italien Boglio) est une commune française située dans le département des Alpes-Maritimes, en région Provence-Alpes-Côte d'Azur.
Ses habitants sont appelés les Beuillois (ou Buelhenc en vivaro-alpin).
La commune dispose de la station de sports d'hiver de Beuil Les Launes au col de Sainte-Anne, juste au-dessus du village, qui constitue avec les communes de Péone et de Guillaumes la station de Valberg.

## Géographie

### Localisation
Située en haut des gorges du Cians, à 1 442 m d’altitude et à 78 km de Nice, Beuil forme avec Les Launes (commune de Beuil) et Valberg (commune de Péone), l’une des trois plus grandes stations de sports d’hiver de la Côte d'Azur, les deux autres étant Isola 2000 (commune d'Isola) et Auron (commune de Saint-Étienne-de-Tinée).

### Géologie et relief
Situé en périphérie du parc national du Mercantour, le site jouit d’une faune et d’une flore riches et diversifiées : conifères, fleurs, marmottes, chamois, loups sauvages…
Le sommet du mont Mounier culmine à 2 818 m,.
La commune se compose de 82,50 hectares de territoires agricoles (1,11 %) et 7 370,24 hectares de forêts et milieux semi-naturels (98,89 %).
Espaces naturels :
- Un espace protégé hors Natura 2000 :

Mercantour. Parc national, zone cœur, parc national, aire d'adhésion ;
- Trois espaces protégés Natura 2000 :

Massif du Lauvet d'Ilonse et des Quatre Cantons - Dome de Barrot - Gorges du Cians,
Le Mercantour SIC,
Le Mercantour ZPS ;
- Cinq zones naturelles d'intérêt écologique, faunistique et floristique (Znieff) :

Forêt de la Fracha - Montagne de L'Estrop,
Bassin de la Haute Tinée,
Lauvet d'Ilonse - Tête de Pérail,
Gorges du Cians,
Dôme de Barrot - Tête de la Colombière - Mont Mayola - La Roudoule.

### Sismicité
Commune située dans une zone de sismicité moyenne.

### Hydrographie et les eaux souterraines
Cours d'eau sur la commune ou à son aval :
- rivière le Cians ;
- ruisseaux le Chaudan, de Raton, du Glacet, de Vionène ;
- vallon de Challandre, de la Couillole, du Sap, de Pinguiller, de Cabane Vieille, de Roya, de Fortunette, de Saint-Sébastien.

Beuil dispose d'une station d'épuration d'une capacité de 2 000 équivalent-habitants.
Le réseau d'eau destiné à la consommation humaine dispose de deux captages, la source Fuont de l'Oule et la source du Tailler.
Les autres sources sont : Decontent et Dest Pierre, Ciriei-Garnier-Gaillarde, Ciriei, du bois Garnier.

### Climat
Pour des articles plus généraux, voir Climat de Provence-Alpes-Côte d'Azur et Climat des Alpes-Maritimes.
En 2010, le climat de la commune est de type climat de montagne, selon une étude du Centre national de la recherche scientifique s'appuyant sur une série de données couvrant la période 1971-2000. En 2020, Météo-France publie une typologie des climats de la France métropolitaine dans laquelle la commune est exposée à un climat de montagne ou de marges de montagne et est dans une zone de transition entre les régions climatiques « Var, Alpes-Maritimes  » et « Alpes du sud ».
Pour la période 1971-2000, la température annuelle moyenne est de 8,3 °C, avec une amplitude thermique annuelle de 16,2 °C. Le cumul annuel moyen de précipitations est de 1 028 mm, avec 5,8 jours de précipitations en janvier et 6,5 jours en juillet. Pour la période 1991-2020, la température moyenne annuelle observée sur la station météorologique de Météo-France la plus proche, « Péone », sur la commune de Péone à 7 km à vol d'oiseau, est de 7,9 °C et le cumul annuel moyen de précipitations est de 1 013,1 mm. 
La température maximale relevée sur cette station est de 31 °C, atteinte le 28 juin 2019 ; la température minimale est de −15,5 °C, atteinte le 28 février 2018,,.
Les paramètres climatiques de la commune ont été estimés pour le milieu du siècle (2041-2070) selon différents scénarios d'émission de gaz à effet de serre à partir des nouvelles projections climatiques de référence DRIAS-2020. Ils sont consultables sur un site dédié publié par Météo-France en novembre 2022.

### Voies de communications et transports

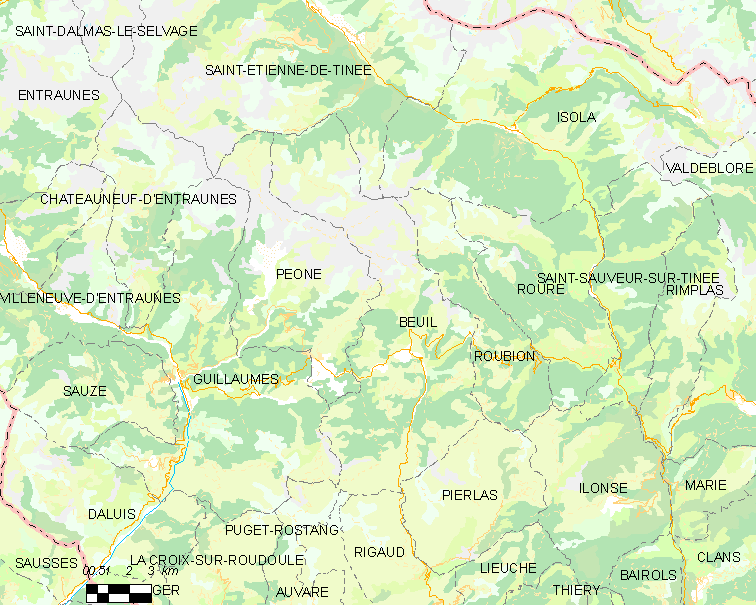
Carte de la commune de Beuil.

#### Voies routières
Accès par la départementale D30 par Villars et Roubion et la départementale D28 par Valberg.

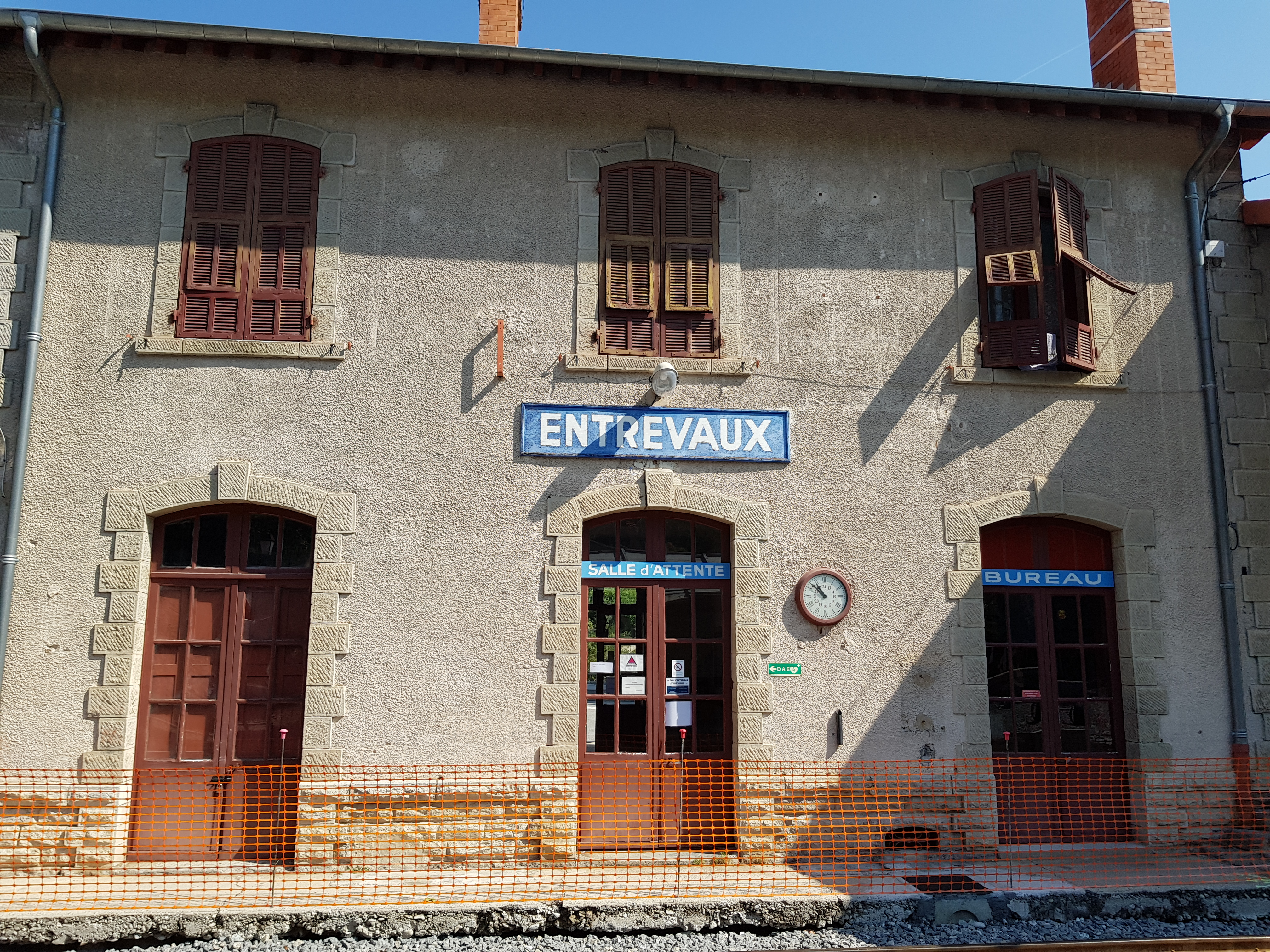
Gare d'Entrevaux, ligne de Nice à Digne.

#### Transports en commun
Transport en Provence-Alpes-Côte d'Azur
- Autocars au départ Nice : ligne 770[27].

#### Lignes SNCF
- Chemins de fer de Provence.

Gare d'Entrevaux (36,8 km).
- Gare de Nice-Ville (80 km).

| Saint-Étienne-de-Tinée | Saint-Étienne-de-Tinée | Isola   |
| Péone, Guillaumes      | Beuil                  | Roubion |
| Auvare, Puget-Rostang  | Rigaud                 | Pierlas |

## Toponymie

### Attestations anciennes
On trouve dans les divers documents latins les noms de Ambolicences, Boleï, Bolium,Castrum Boliacum, Boleo Fortalicium, Boleorum Civitas ou Boliacorum Civitas, devenu par la suite Bolio puis Boglio.

### Formes actuelles, récentes et traditionnelles
- Toponyme : Boglio est la forme italienne officielle avant 1860.
- Gentilé :
  - en langue alpine ou gavote beuilloise (synonyme vivaroalpin), on dit Buelh (prononcer Buèille) et los bulhencs (prononcer lous buillencs)[30] ;
  - à Nice, en orthographe niçoise (Georges Castellana), on écrit Buèi et lu Buienc ;
  - en Provence, en orthographe mistralienne (Frédéric Mistral), on écrit Bueih et li buihen.

### Étymologie
Le nom serait issu d'une hypothétique racine pré-indo européenne *bol variante de bar qui signifie « hauteur, barre montagneuse, hauteur boisée ». De nombreux toponymistes et linguistes considèrent cependant bar- comme une racine celtique, à savoir le gaulois (ancien celtique continental) barros « tête », d'où au sens figuré en toponymie « hauteur », exemples : Bar-le-Duc, Bar-sur-Aube, etc.,. Ce mot est bien attesté dans les langues celtiques insulaires : vieil irlandais barr « sommet, cîme, pointe, bout », gallois et cornique barr « sommet », breton barr an pen « sommet de la tête ».
Il n'est donc pas sûr que la racine hypothétique pré-indo-européenne *bol soit apparentée à bar, même si sa signification est peut-être celle de « hauteur ». Homonymie possible avec Boeil (Pyrénées-Atlantiques, Bolh 1376) et Boulc (Drôme, Bulcum 1200, de *Bol-icum).

## Histoire
En haut des gorges du Cians, avec des allures de place forte, Beuil excite très rapidement la convoitise des Romains. Les bergers ligures qui l’habitent sont emportés sous le nombre. Castrum Boliacum sert dès lors de relais aux armées romaines entre l’Italie et la cité romaine de Cimiez (au-dessus de Nice).

### Moyen Âge
En 972 les sarrasins s'emparent de Mayeul de Forcalquier, abbé de Cluny, issu d'une grande famille féodale de Provence. Guillaume Ier de Provence, dit le libérateur, décide une opération après la réunification des trois comtés d’Arles, d’Avignon et d’Apt et prend la tête de l’ost provençal avec son frère Roubaud. En 973, après un massacre, les Sarrasins se retranchent derrière les murs du Fraxinet qui est assiégé. Les seigneurs de Levens, d’Aspremont, de Gilette, de Beuil, avec leurs vassaux, sont chargés de mener une première attaque dans ce qui deviendra la bataille de Tourtour qui parvient à s’emparer du village malgré une résistance acharnée. Cette action conduira à l’expulsion définitive des Sarrasins de Provence.
Les rivalités entre grands du Moyen Âge sont féroces. Lorsque la population souffre, elle ne manque pas de répondant et sait se faire entendre. Ainsi, en 1315, Beuil se révolte contre son puissant seigneur Guillaume Rostaing et le tue. La main de sa fille unique ira à Andaron Grimaldi, un patricien génois de la maison des Grimaldi. La famille, alliée du pape et des Angevins, est influente auprès du comte de Savoie et du roi de France.

### L’ère des Grimaldi

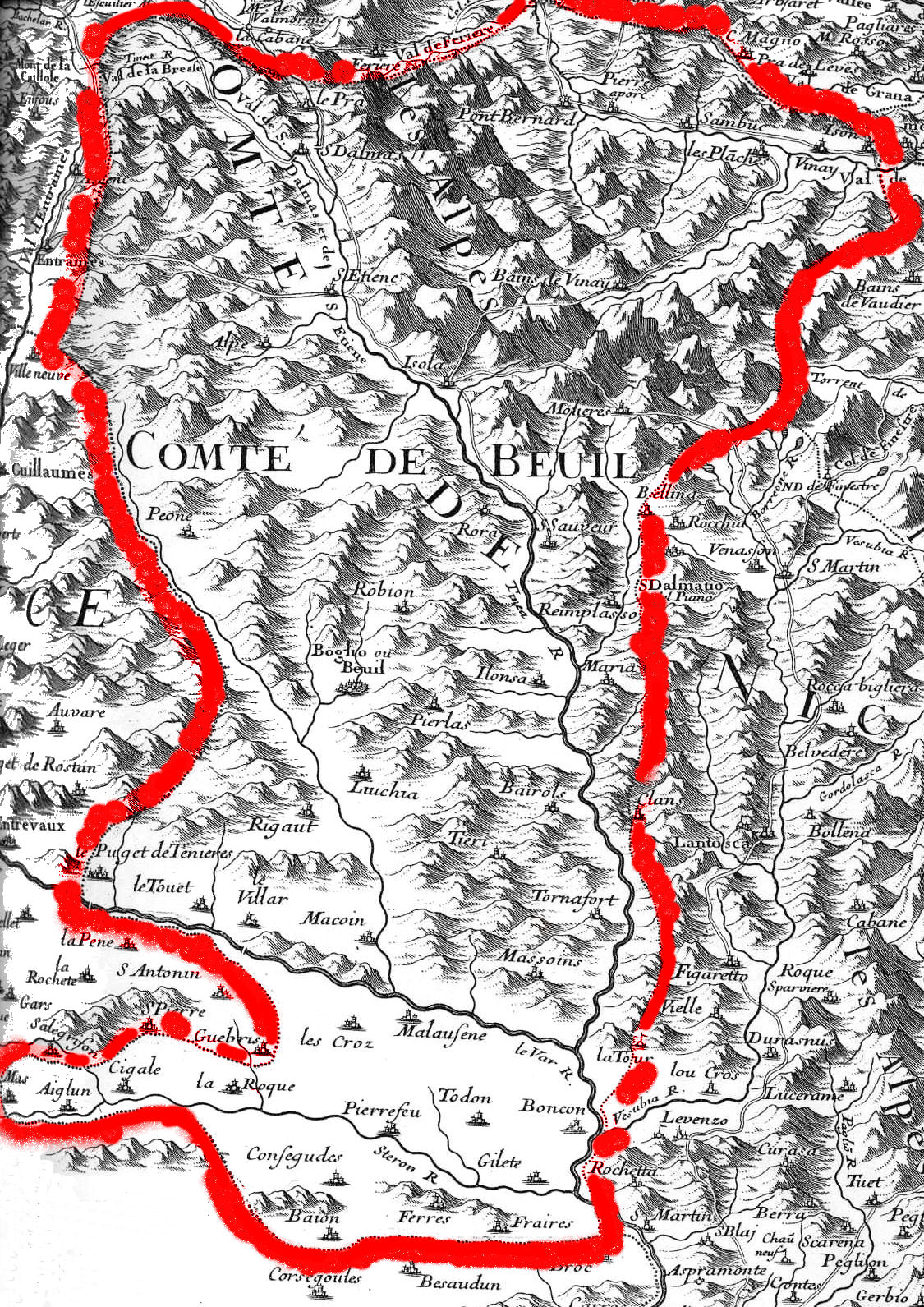
Plan du comté de Beuil datant de 1707.

Pendant deux siècles, les Grimaldi de Beuil savent naviguer entre ces protecteurs, puissants mais parfois encombrants et régneront sur l'un des plus grands fiefs de Provence devenant successivement seigneurs, barons puis enfin comtes. Profitant de la guerre que se livrent les prétendants à la succession de la reine Jeanne, Charles Duras et Louis Ier d'Anjou, Jean de Beuil rallié aux partisans de Charles de Duras, il est nommé en 1387 par Ladislas Duras sénéchal de Provence. Il va alors négocier avec le comte de Savoie Amédée VII un accord permettant la dédition de Nice à la Savoie. L'accord signé à Chambéry prévoyait la confirmation de la seigneurie de Beuil sous réserve d'hommage, et celle de 23 fiefs à conquérir sur les partisans de Louis II d'Anjou dont le Val de Massoins avec Villars, contre la promesse de remettre au comte de Savoie les vigueries de Nice et de Puget-Théniers, les baillies de Villeneuve, de Barcelonnette et du Val de Lantosque. Il obtient la signature d'un contrat avec la viguerie de Nice, en septembre 1388, avec celle du Val de Lantosque en octobre. Ce succès lui a permis d'agrandir sa seigneurie en recevant le fief de Villars du comte de Savoie.
Grand-Vassal du comte de Savoie, les Grimaldi de Beuil ont été fréquemment gouverneurs du comté de Nice. Fière de son indépendance, cette famille a été alternativement rebelle et fidèle à la maison de Savoie.
La baronnie de Beuil est érigée en comté le 26 mai 1581 au profit d'Honoré II Grimaldi (1542-1591) en récompense de sa fidélité et des nombreux services rendus à la Maison de Savoie. Son fils Annibal, apanagé de la seigneurie du Val de Massoins (dite seigneurie de La Val), obtient le titre de baron, puis succède à son père au décès de celui-ci. Bien que ses armes portent toujours la devise de sa famille "Dur à scavoir", on lui en prête une autre qui marque l'orgueil du personnage, issu d'une lignée prestigieuse dans le comté, " Sono il conte di Boglio, e faccio quello che voglio" (« Je suis le comte de Beuil, et je fais ce que je veux »).

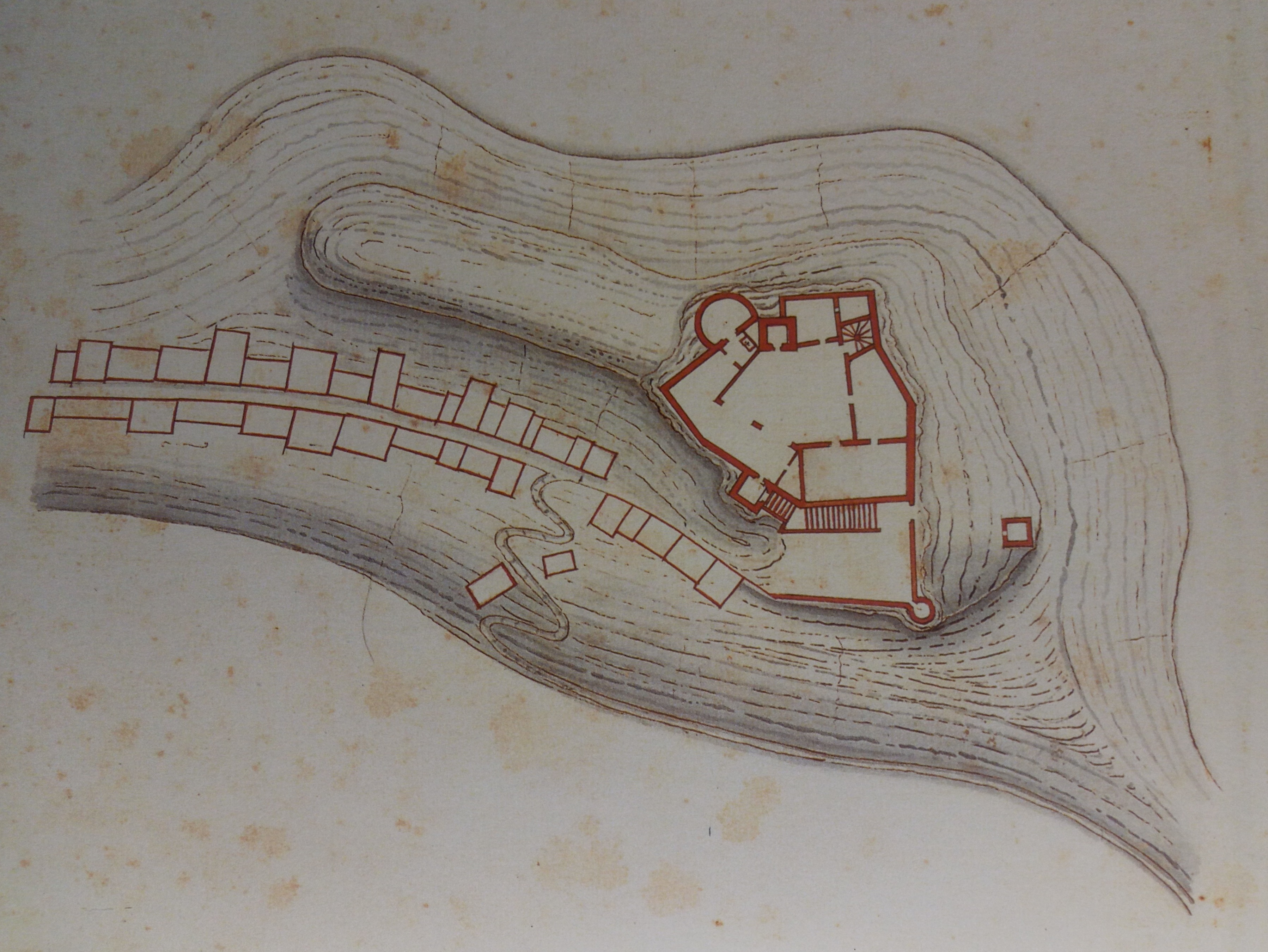
Beuil et son château vers 1650.

Annibal Grimaldi de Beuil, dont le talent militaire a sauvé la couronne de Savoie pendant une attaque française en 1600, a comploté contre le duc sans avoir assez mesuré l’appui qu'il pouvait tirer des Français et des Espagnols. En 1616, durant la guerre de succession de Montferrat, Annibal Grimaldi, comte de Beuil, gouverneur de Nice intriguait avec don Pedro de Tolède. Pendant le même temps il négociait avec le roi de France Louis XIII. Par lettres patentes enregistrées par le parlement d'Aix, Louis XIII fait placer « sous sa protection Annibal Grimaldi, baron et seigneur souverain de Beuil, sa famille et ses biens » contre la promesse d'une pension de 20 000 livres. Le 22 mai 1617, Annibal Grimaldi jure fidélité au roi de France pour lui et ses successeurs. Mais la guerre de Montferrat se terminant à la fin 1617, le roi d'Espagne n'a plus besoin de cet allié encombrant et le roi de France est indisposé de l'alliance d'Annibal Grimaldi avec l'Espagne. Le duc de Savoie, Charles-Emmanuel fait ouvrir un procès devant le Sénat de Nice qui a condamné à mort pour félonie et rébellion Annibal Grimaldi et son fils, André baron de Laval (la vallée de Massoins) le 2 janvier 1621 malgré les sollicitations de la cour de Paris en faveur du coupable. Le gouverneur de Nice, le marquis de Dogliani fait rassembler la milice qui met le siège devant le château de Tourette, sous les ordres d'Annibal Badat, où s'est réfugié Annibal pendant que son fils André fuit en Provence. Le gouverneur et le prince Thomas de Savoie-Carignan rejoignent les troupes. Des parlementaires sont envoyés de part et d'autre et des otages sont échangés. Annibal Grimaldi décide de se rendre à la clémence du duc de Savoie et se livre le 8 janvier, la garnison d'une cinquantaine d'hommes quitte le château. Le 8 janvier il est exécuté par deux turcs qui l'étranglent puis est pendu à une perche au grand bastion du château de Tourette jusqu'au 9 janvier à midi. Le marquis de Dogliani accepte qu'il soit enterré nu dans la chapelle du Rosaire du couvent St Dominique de Nice Tous les châteaux des Grimaldi de Beuil sont rasés et ses biens confisqués, la comtesse et sa fille Béatrice sont conduites en Piémont, le baron de Laval est pendu en effigie.

### Comté de Beuil
Le comté de Beuil appartenait aux Grimaldi. Quand Charles-Emmanuel Ier élève la baronnie de Beuil en comté, celui-ci comporte 14 fiefs. Outre Beuil, il comprend Péone, l'Alpe de Péone, Roubion, Roure, Sauze, Marie, Ilonse, Pierlas, Lieuche, Bairols, Thiery, Touët et Rigaud. C'est une possession indivisible transmise par primogéniture. Par le même acte est créée la baronnie de Massoins avec Massoins, Villars, Tournefort et Malaussène. Cette baronnie est confiée au fils aîné. Plusieurs autres fiefs servent de réserves pour en pourvoir les cadets : la seigneurie d'Ascros, avec Ascros, Toudon et La Cainée, et les fiefs de Tourettes et de Revest.
Ces biens confisqués ont été partagés par le duc de Savoie entre plusieurs de ses fidèles après l'exécution d'Annibal Grimaldi.
Le comté de Beuil comprenait 22 fiefs qui furent inféodés à Paolo Camilla Cavalca, patrice de Parme : Beuil, Péone et Sauze en 1623 - au chevalier Annibal Badat, qui a commandé les troupes venues se saisir d'Annibal Grimaldi : Ilonse, Roure et Pierlas, Malaussène et Roubion - au secrétaire d'État Claretti : Thiéry, La Tour et Linuccio - au sénateur Caissotti : Rigaud, Massoins et Tournefort - au comte Louis Solaro de Moretto, marquis de Dogliani, gouverneur de Nice qui a ordonné l'exécution de la sentence du Sénat de Nice : Villars et Marie - au comte Galleani : Seros, Toudon, Tourette et Revest.
Le comté de Beuil passe en 1634, par héritage aux Le Long de Chenillac, puis par mariage d'Anne Christine Le Long de Chenillac, unique héritière du comté à Victor Amédée Maffei, patrice de Modène, famille qui conserve encore aujourd'hui le titre de conte di Boglio.
La République française annexe le comté de Nice en 1793. Le département des Alpes-Maritimes est formé avec le comté de Nice. Beuil et le comté de Nice retournent sous la souveraineté du roi de Sardaigne en 1814.
À Turin, le marquis Charles Joseph Maffei, comte de Beuil, renonce à ses droits sur Beuil et vend ses biens aux villageois qui les rachètent pour la somme de 6 125 louis.
L’époque change. Les pérégrinations du chevalier de Cessole dans les Alpes-Maritimes, à la fin du XIXe siècle font découvrir la montagne à une population venue en villégiature au bord de la mer. Et Beuil voit naître très rapidement sa vocation de station de sports d'hiver  dès 1904. Le Ski Club de Nice choisit Beuil, sur les conseils de Cessole, pour organiser le premier concours officiel du 28 mars 1910.
Le 6 janvier 1932 se déroule l'inauguration du palace, dont les promoteurs étaient Jay-Gould et Baudoin. Créé sur les hauteurs du hameau des Launes, l'hôtel du Mont Mounier, voit la cérémonie se dérouler en présence de personnalités en vue dont  la princesse Aga-Khan. L'hôtel a adopté un style « néo-montagnard » dans une ambiance de luxe, de calme et de rusticité. Toutes les chambres bénéficiaient de salles de bain individuelles. Un garage est construit en contrebas afin de protéger les luxueux véhicules et comporte 20 chambres pour les chauffeurs. Mais dès le 19 novembre 1935, il connait une première faillite. La crise de 1929, les difficultés d'accès, l'absence de saison estivale et enfin la seconde guerre Mondiale, devait conduire l'hôtel à une lente agonie qui se terminera en 1955.

### La période 1940 - 1944
Dans le cadre de la ligne Maginot alpine, une casemate STG de 2e position de résistance est construite dans les années 1930 dans les gorges supérieures du Cians. Mais cette casemate n'a pas besoin de livrer combat en juin 1940 après la déclaration de guerre de l'Italie fasciste de Mussolini car les Italiens sont bloqués sur la rive gauche (nord) de la Tinée.
En effet, du fait de sa situation, Beuil ne verra ni l’occupation italienne, ni l’occupation allemande pendant la période 1940 – 1944. C’est la raison pour laquelle, un grand nombre de familles juives trouveront refuge à Beuil où elles seront accueillies avec hospitalité. Une plaque apposée sur la place Joseph Garnier (devant l’église) le rappelle.
À partir de 1944, une zone de maquis sous obédience de l’ORA s’installe dans la région de Beuil. Le 9 juillet 1944, les FFI prennent le pouvoir à Beuil, Valberg, Saint-Brès, Guillaumes et Péone. Un comité de libération est créé. Un dispositif de défense se met en place. Le 7 juillet, le pont de Pra d’Astier dans les gorges du Cians est détruit par les maquisards à la barbe des Allemands. Le 14 juillet, les maquisards organisent sur la place Joseph Garnier une mémorable commémoration de la fête nationale. C’est la « République de Beuil » !
Le 18 juillet, les Allemands attaquent à partir de Touët-sur-Var, mais ils renoncent rapidement à s’engager dans les gorges du Cians. Ils progressent dans les gorges de Daluis et s’emparent de Guillaumes le 22 juillet. Mais ils ne poursuivent pas vers Beuil et quittent définitivement Guillaumes le 24 juillet. L’évacuation de Beuil jugé trop menacé avait été ordonnée le 22, mais, à la suite du retrait des Allemands, les habitants regagnent très rapidement leur village.
Les parachutages, notamment celui du 12 août au plateau Saint-Jean-aux-Launes, permettent aux FFI de compléter leur armement et à partir du débarquement allié du 15 août, de contribuer à l’élimination des garnisons allemandes résiduelles de la région, en liaison avec les alliés.
Le village reçoit le dimanche 7 novembre 2021, le titre de Villes et villages de Justes de France.

## Héraldique
| Blason de Beuil | Blason  | De gueules à l’étoile de seize rais d'or,.       |
| Blason de Beuil | Détails | Le statut officiel du blason reste à déterminer. |

## Politique et administration
Le hameau des Launes est rattaché à la commune de Beuil. 
| Période                                  | Période      | Identité                | Étiquette | Qualité                                                                                           |
| ---------------------------------------- | ------------ | ----------------------- | --------- | ------------------------------------------------------------------------------------------------- |
| Les données manquantes sont à compléter. |              |                         |           |                                                                                                   |
| 1900                                     | 1904         | André Baylon            |           |                                                                                                   |
| 1904                                     | 1908         | Eugène Guérin           |           |                                                                                                   |
| 1908                                     | 1912         | Jean-Baptiste Robion    |           |                                                                                                   |
| 1912                                     | 1926         | Jean-Joseph Donadey     |           |                                                                                                   |
| 1929                                     | 1945         | Mars Donadey            |           |                                                                                                   |
| 1945                                     | 1947         | Firmin Robion           |           |                                                                                                   |
| 1947                                     | 1952         | Gaston Raybaud          |           |                                                                                                   |
| 1952                                     | 1953         | Angelin Baylon          |           |                                                                                                   |
| 1953                                     | 1959         | Serge Delipowski        |           |                                                                                                   |
| 1959                                     | 2001         | Louis-François Périssol |           |                                                                                                   |
| 2001                                     | 2003         | Jean-Charles Pourchier  |           |                                                                                                   |
| 2003                                     | 2014         | Raymond Ricci           | DVD       | Directeur général des services de Cagnes-sur-Mer                                                  |
| 2014                                     | 2020         | Stéphane Simonini       | DVD       | Directeur du centre de montagne des Pupilles de l'enseignement public des Alpes-maritimes (PEP06) |
| 2020                                     | janvier 2025 | Roland Giraud           | SE        | Médecin généraliste                                                                               |
| février 2025                             | En cours     | Nicolas Donadey         |           | Ingénieur Élu à la suite de la démission de Roland Giraud.                                        |

### Intercommunalité
Depuis le 1er janvier 2014, Beuil fait partie de la communauté de communes des Alpes d'Azur. Elle était auparavant membre de la communauté de communes de Cians Var jusqu'à la disparition de celle-ci lors de la mise en place du nouveau schéma départemental de coopération intercommunale.

## Urbanisme

### Typologie
Au 1er janvier 2024, Beuil est catégorisée commune rurale à habitat dispersé, selon la nouvelle grille communale de densité à 7 niveaux définie par l'Insee en 2022.
Elle est située hors unité urbaine. Par ailleurs la commune fait partie de l'aire d'attraction de Nice, dont elle est une commune de la couronne,. Cette aire, qui regroupe 100 communes, est catégorisée dans les aires de 200 000 à moins de 700 000 habitants,.

### Quartiers

#### Les Launes et Launes supérieures
les Launes ont pour étymologie une zone de creusement, un trou d'eau. Il apparait plusieurs dolines ou ouvalas sur le plateau karstique des Launes.
Plusieurs espaces distincts forment les Launes :
- La Grande cuvette (1537m) des Launes est un remblaiement quaternaire ayant évolué en dépression (ou cuvette) lacustre à la suite de la formation d'un pergélisol[55].
- La Cumba Clava est une comble enclavée renommée pour y voir de nombreuses marmottes mais aussi pour la pratique du biathlon.

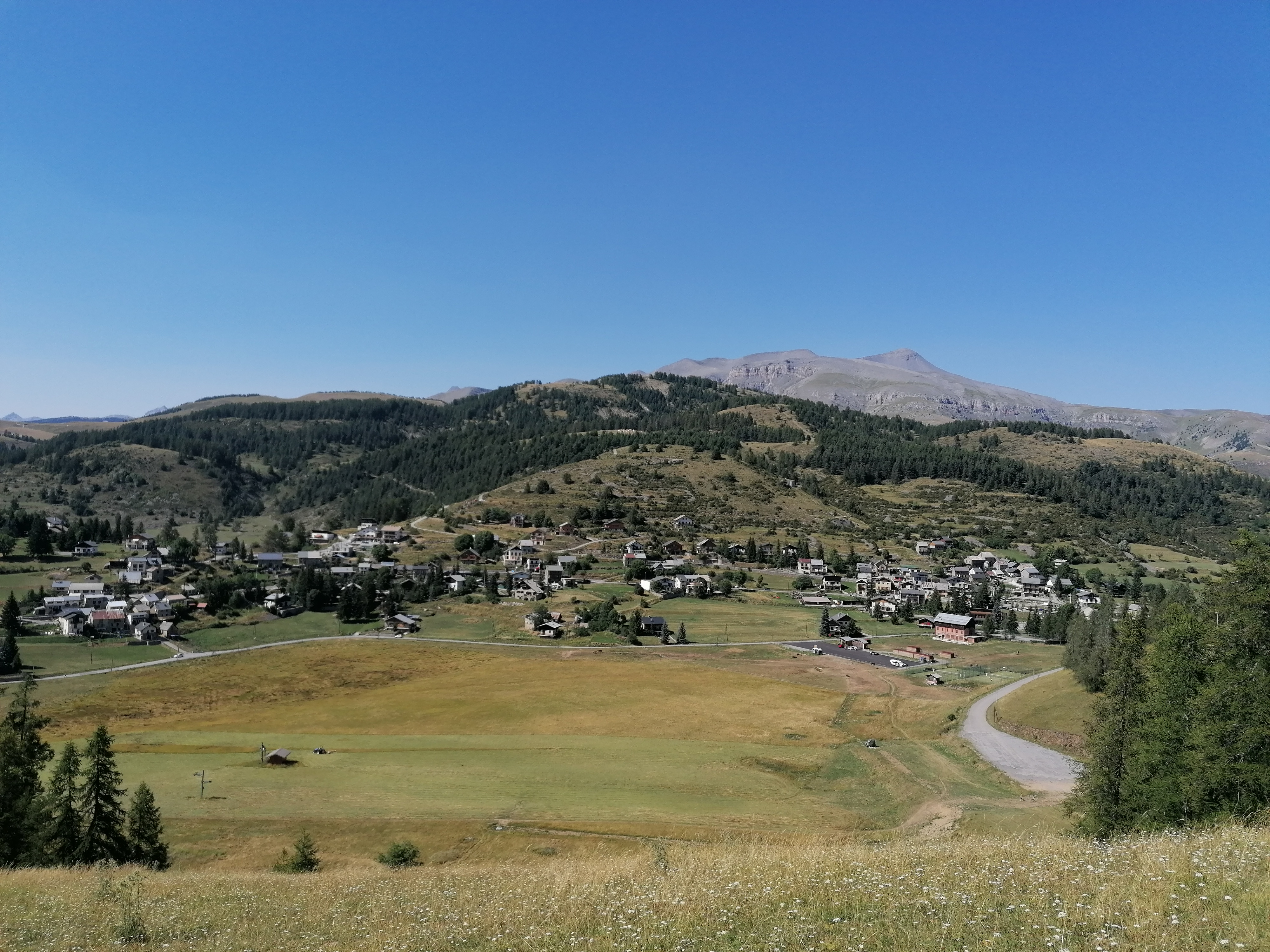
Grande cuvette au premier plan des Launes.
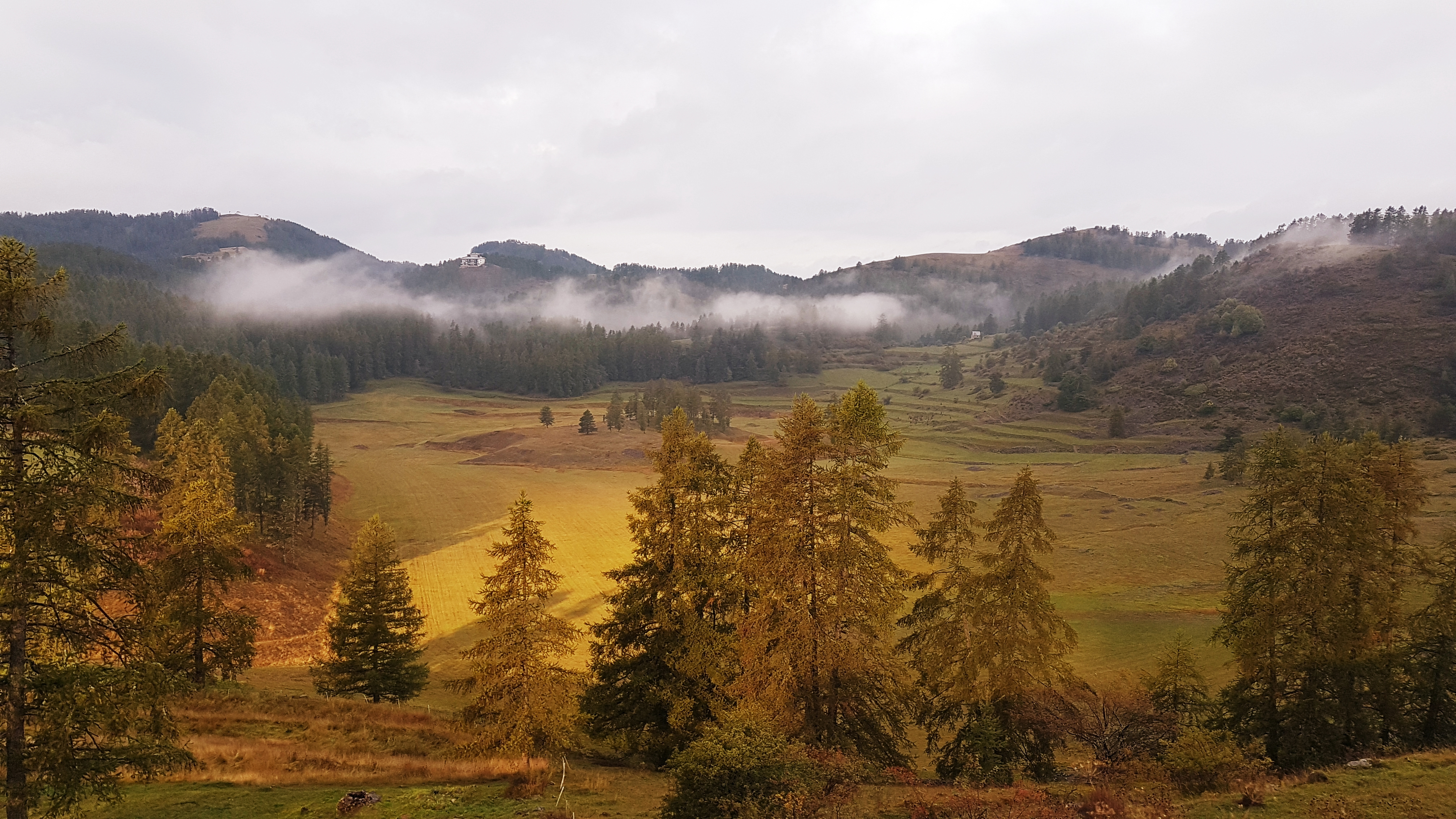
Cumba Clava des Launes supérieures.
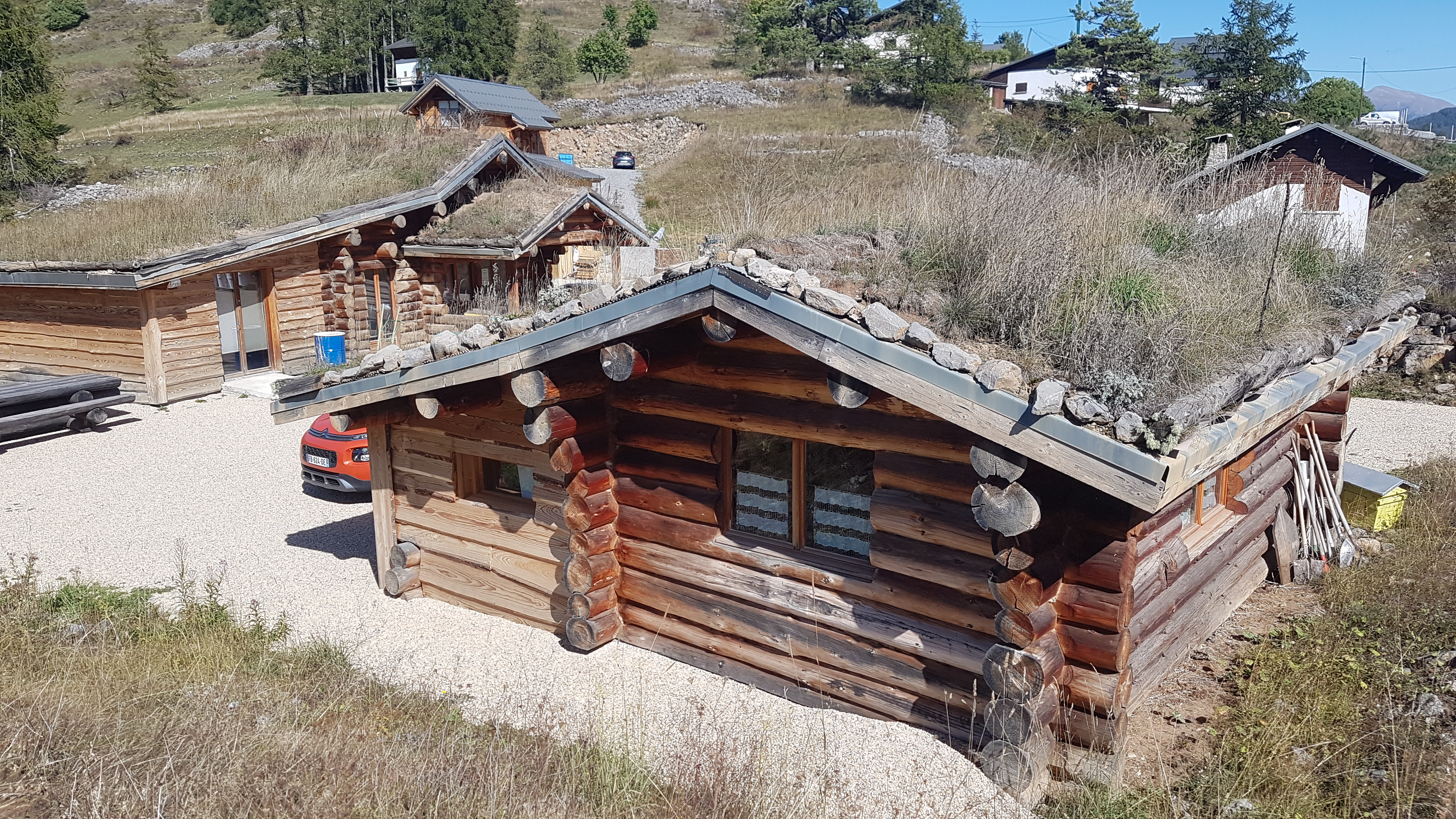
Fuste abritant une miellerie avec toiture végétales aux Launes.

#### La Condamine,
Située en contrebas du village face à l'ouest et la Caserne, la Condamine est une prairie bordée de quelques chalets individuels.
Les parcelles ne sont pas clôturées permettant la circulation des animaux sauvages. Cela contribue aussi au charme visuel de ce quartier.

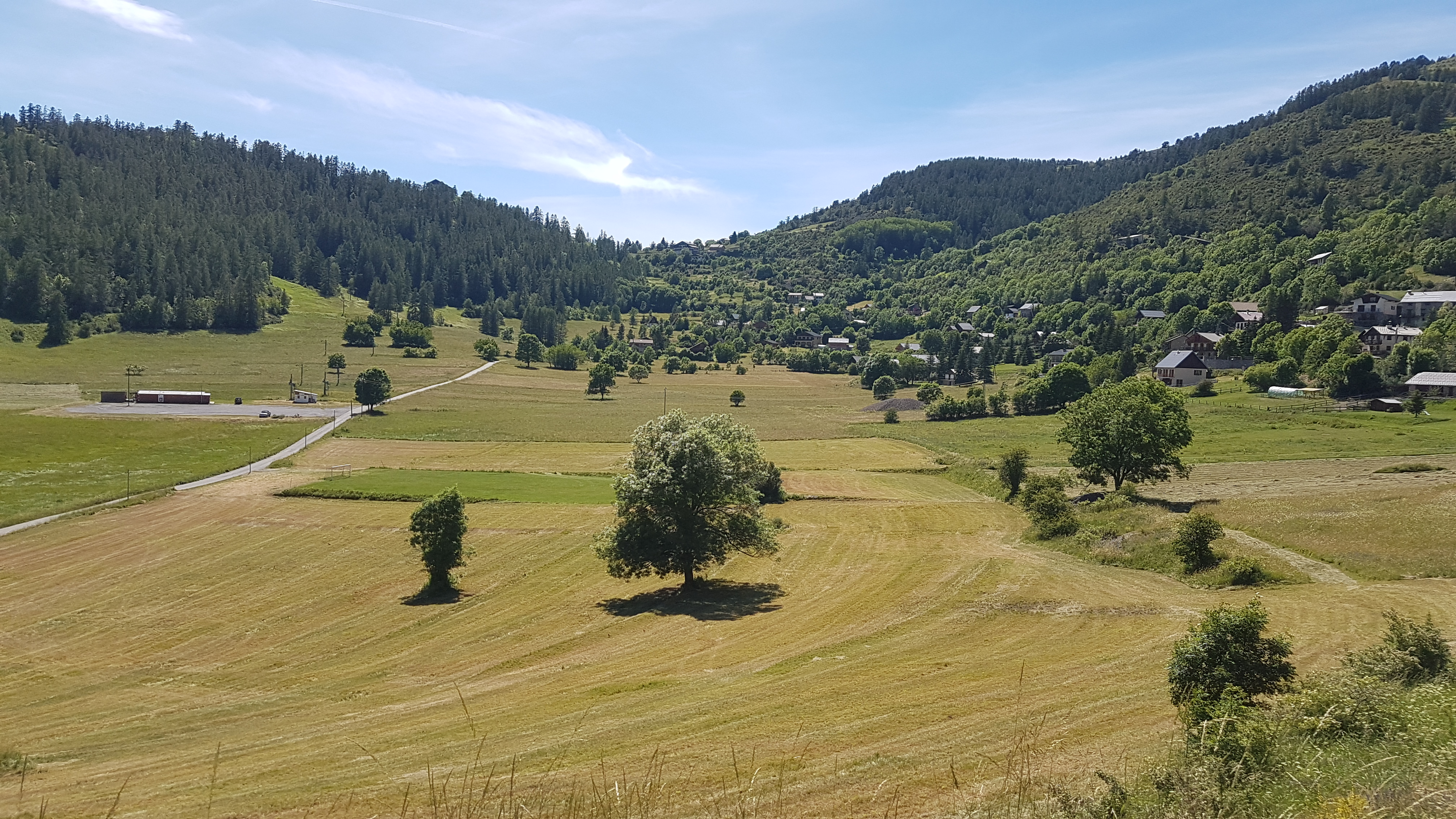
La Condamine.
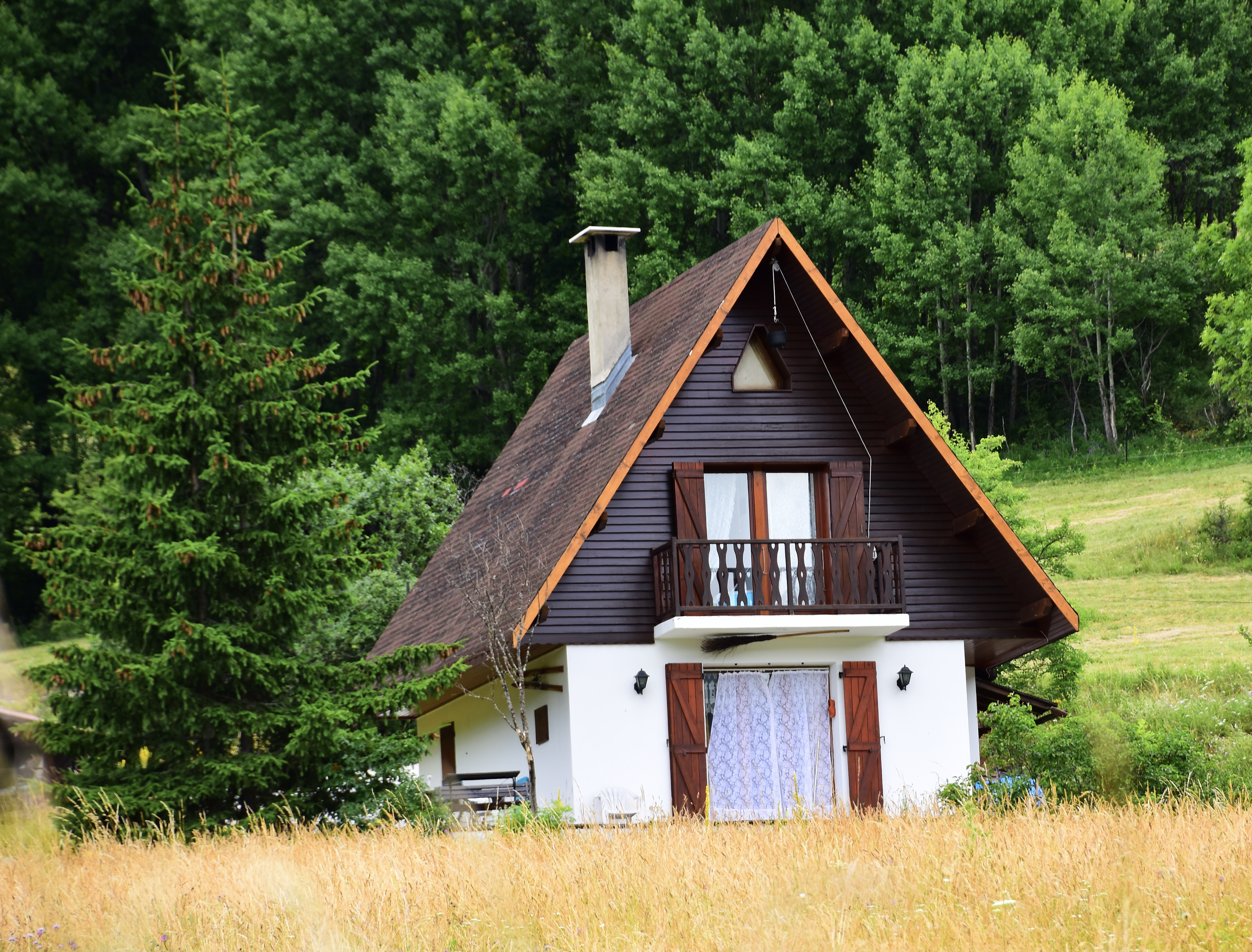
Chalet de la Condamine.
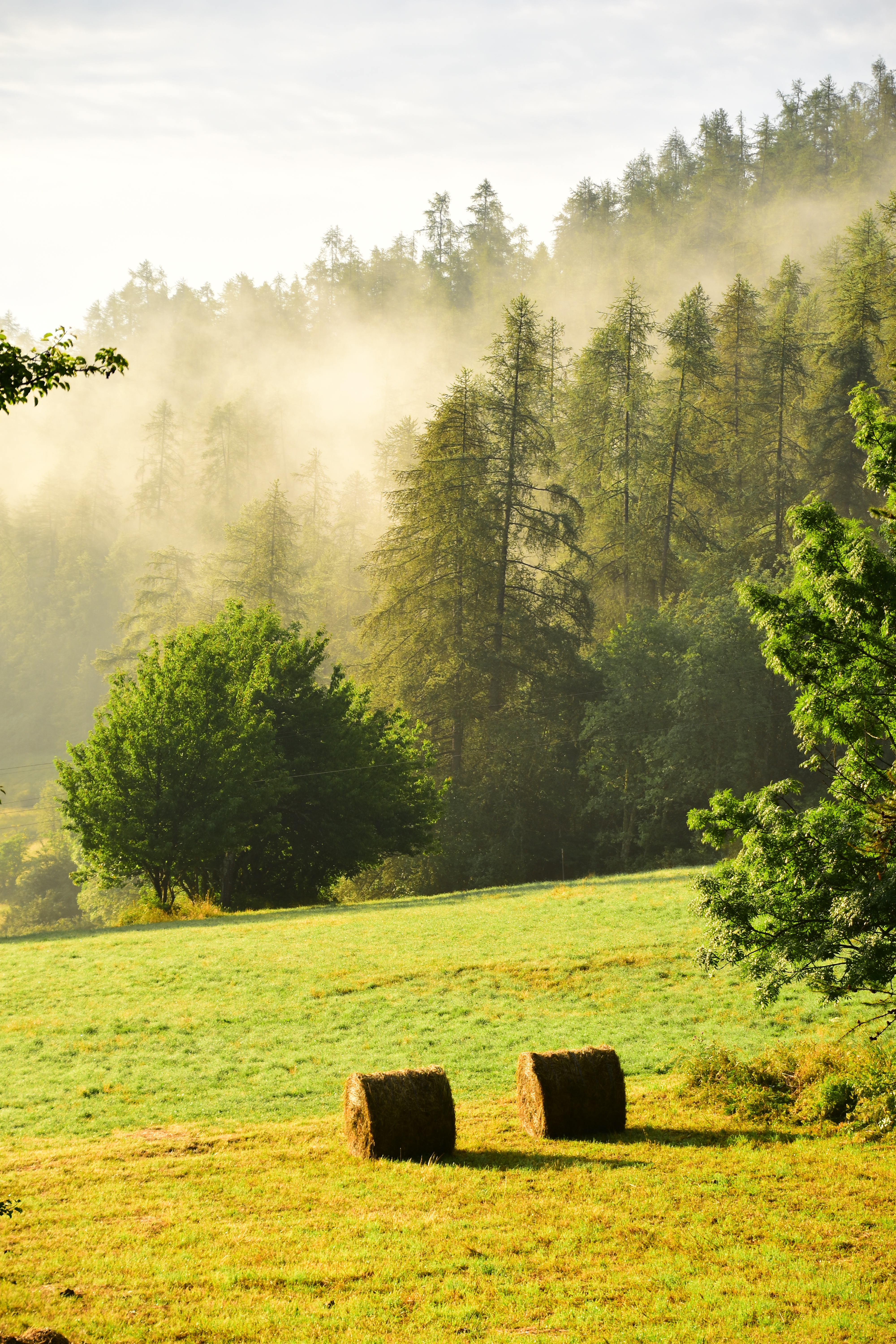
Paysage de la condamine.
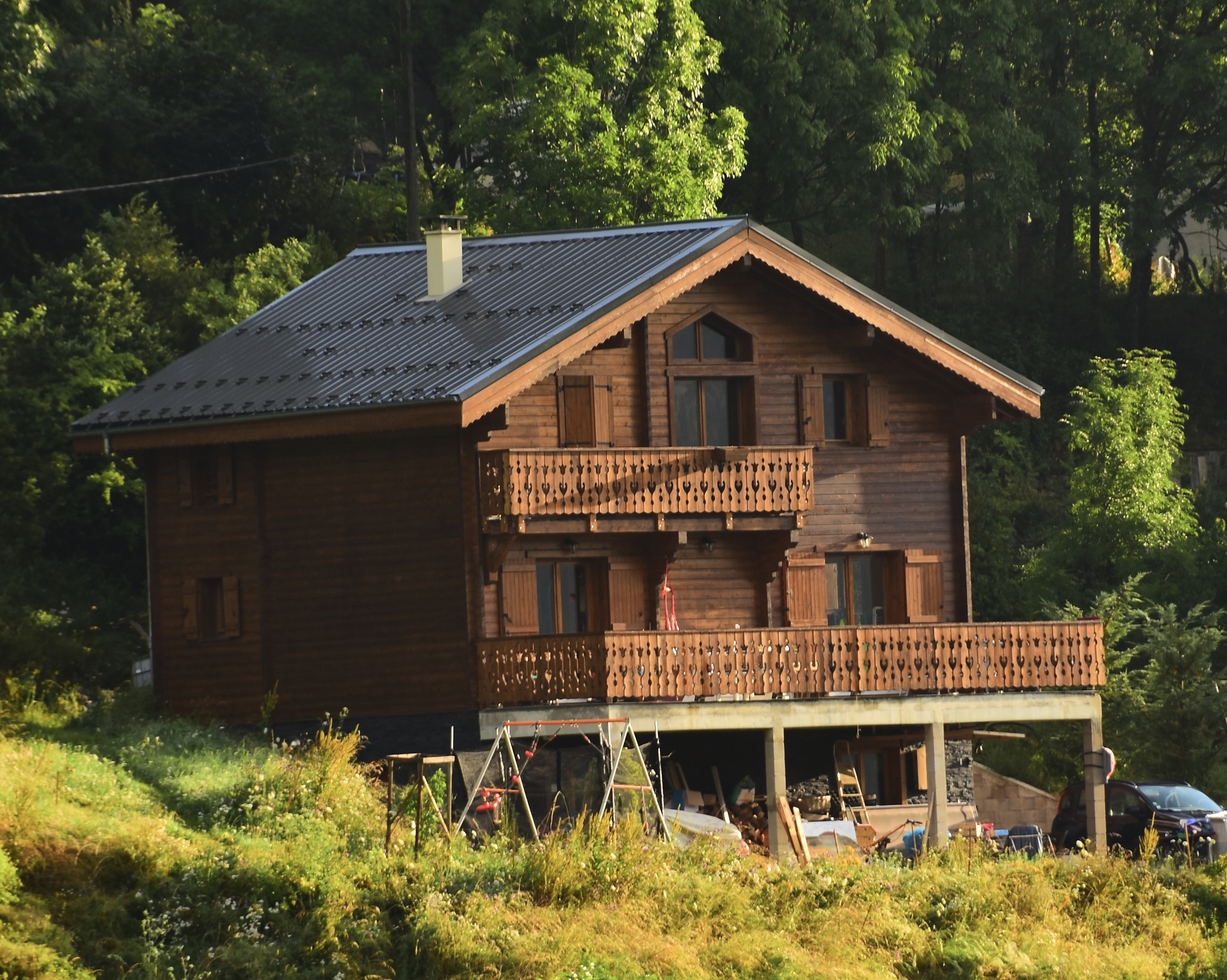
Chalet en bois de la Condamine.
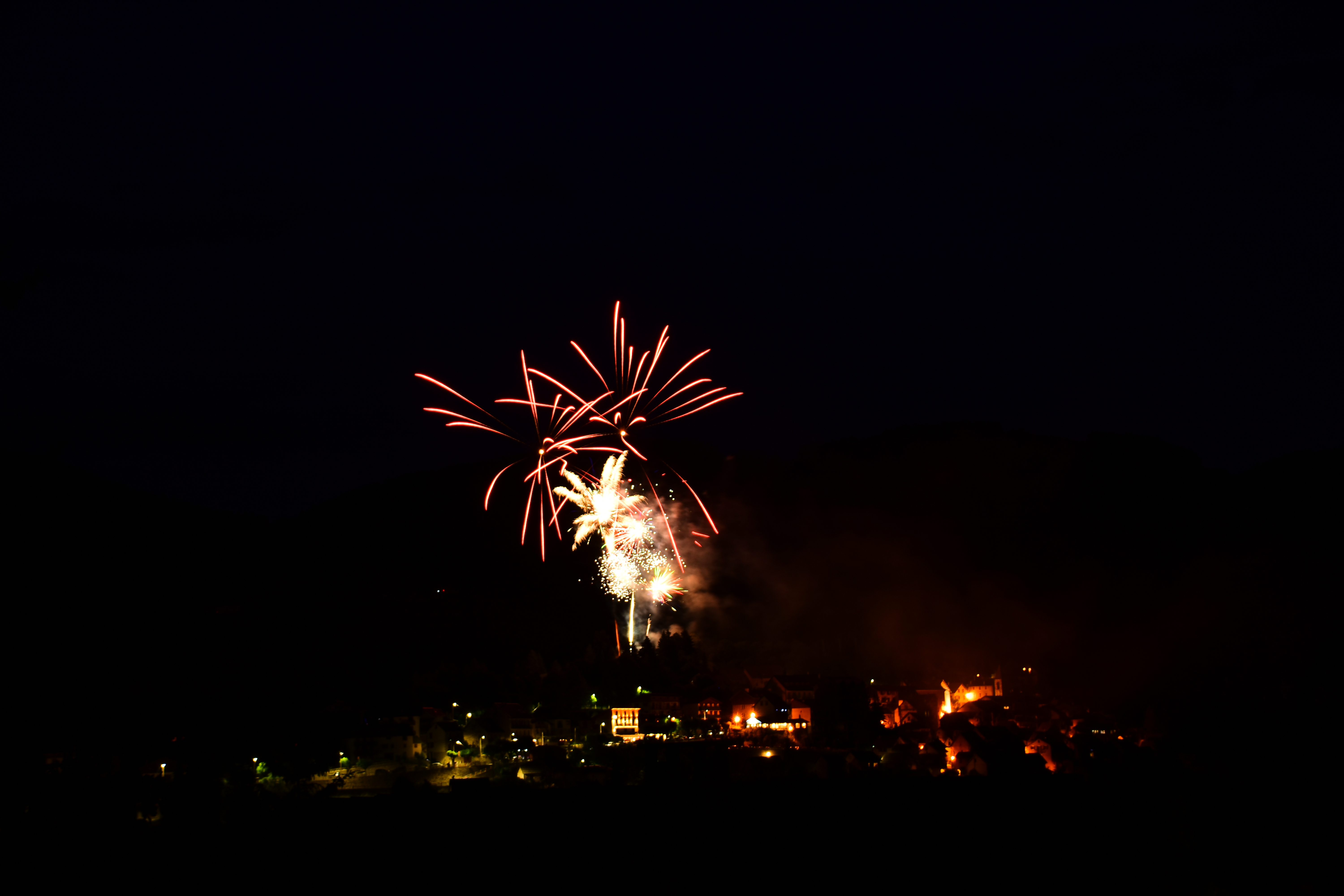
Vue d'un feu d'artifice tiré depuis le village de Beuil vu de la Condamine.
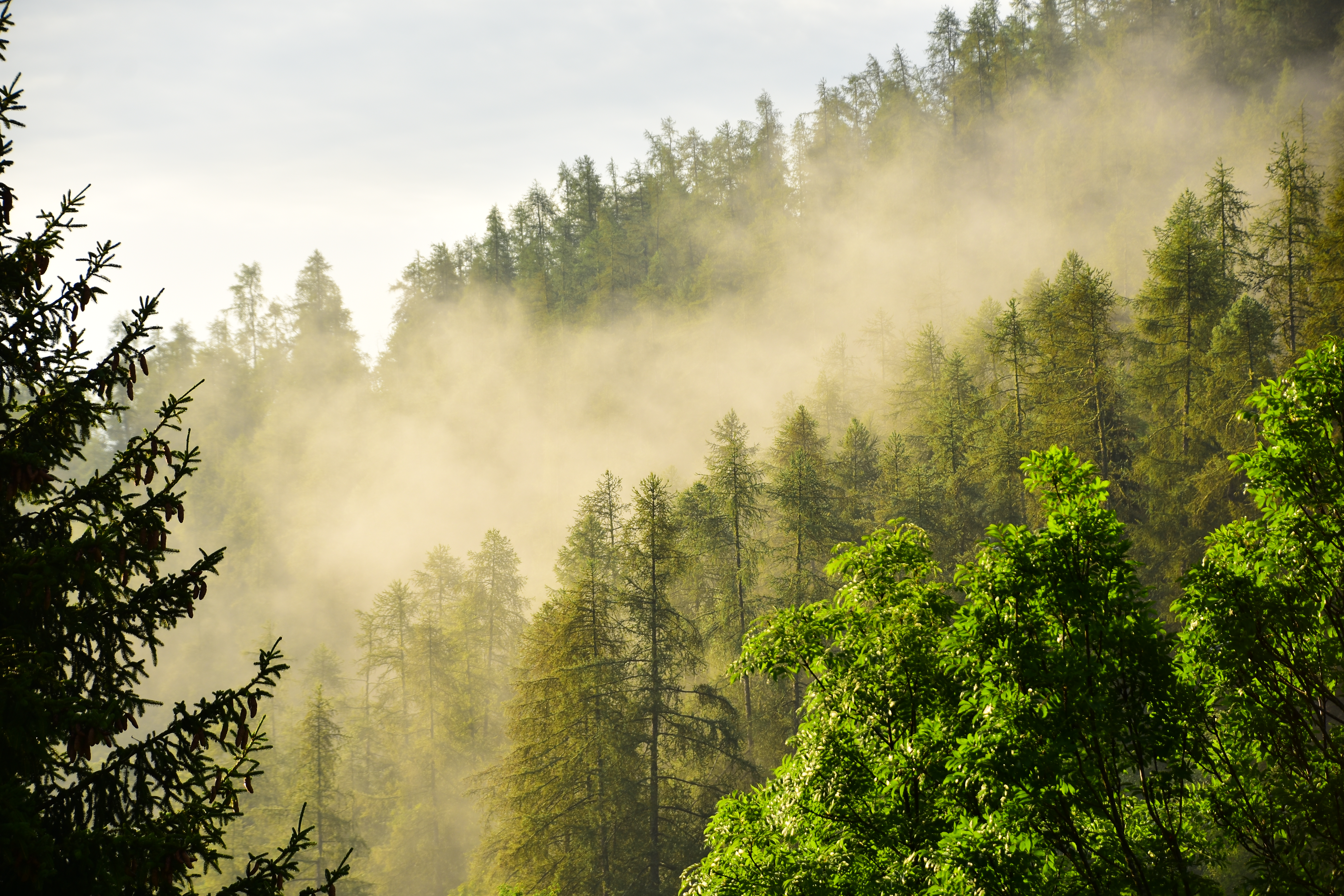
Paysage.

#### Plateau Saint-Jean
Il domine les gorges du Cians. Le plateau est apprécié des randonneurs pour son belvédère.

#### L'Illion
L'Illion est situé au sud de la commune sur les terres rouges dominant le Cians. L'accès est possible par une piste. En septembre 2021, ce lieu sert au tournage du film Sur les chemins noirs avec Jean Dujardin adapté du roman de Sylvain Tesson.

#### La montagne d'Ars
Au Nord Est de la commune, le quartier dénommé montagne d'Ars se caractérise par de nombreuses granges et dolines.

## Occupation des sols
L'occupation des sols de la commune, telle qu'elle ressort de la base de données européenne d’occupation biophysique des sols Corine Land Cover (CLC), est marquée par l'importance des forêts et milieux semi-naturels (98,9 % en 2018), une proportion identique à celle de 1990 (98,9 %). La répartition détaillée en 2018 est la suivante :
milieux à végétation arbustive et/ou herbacée (47,2 %), forêts (31,1 %), espaces ouverts, sans ou avec peu de végétation (20,6 %), zones agricoles hétérogènes (1,1 %).
L'évolution de l’occupation des sols de la commune et de ses infrastructures peut être observée sur les différentes représentations cartographiques du territoire : la carte de Cassini (XVIIIe siècle), la carte d'état-major (1820-1866) et les cartes ou photos aériennes de l'IGN pour la période actuelle (1950 à aujourd'hui).

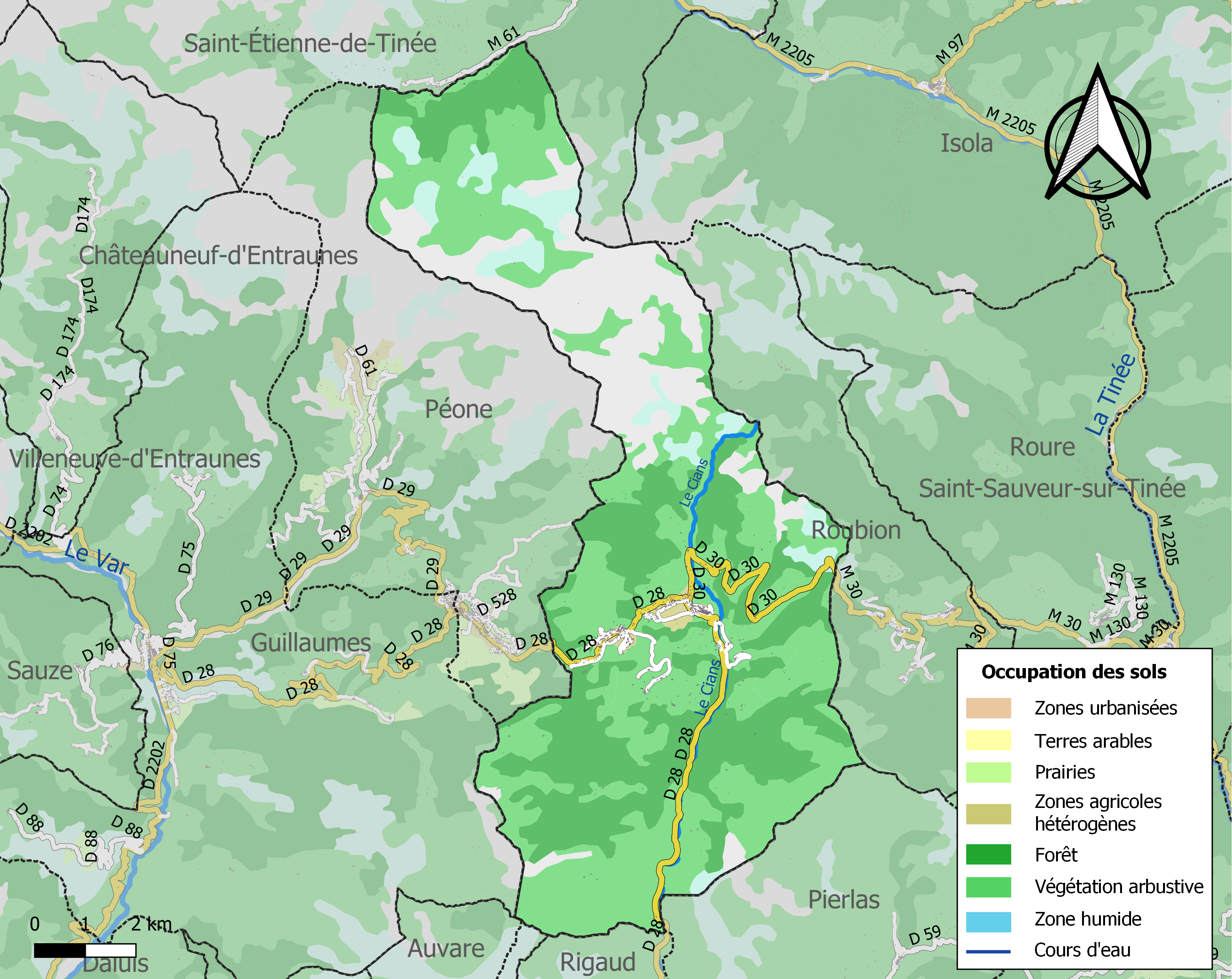
Carte de l'occupation des sols de la commune en 2018 (CLC).

### Budget et fiscalité 2023
En 2023, le budget de la commune était constitué ainsi :
- total des produits de fonctionnement : 1 452 000 €, soit 2 611 € par habitant ;
- total des charges de fonctionnement : 1 054 000 €, soit 1 890 € par habitant ;
- total des ressources d'investissement : 265 000 €, soit 530 € par habitant ;
- total des emplois d'investissement : 266 000 €, soit 479 € par habitant ;
- endettement : 583 000 €, soit 1 049 € par habitant.

Avec les taux de fiscalité suivants :
- taxe d'habitation : 17,69 % ;
- taxe foncière sur les propriétés bâties : 22,31 % ;
- taxe foncière sur les propriétés non bâties : 29,53 % ;
- taxe additionnelle à la taxe foncière sur les propriétés non bâties : 0,00 % ;
- cotisation foncière des entreprises : 0,00 %.

Chiffres clés Revenus et pauvreté des ménages en 2021 : médiane en 2021 du revenu disponible, par unité de consommation : 21 720 €.

## Population et société

### Démographie

#### Évolution démographique
L'évolution du nombre d'habitants est connue à travers les recensements de la population effectués dans la commune depuis 1793. Pour les communes de moins de 10 000 habitants, une enquête de recensement portant sur toute la population est réalisée tous les cinq ans, les populations de référence des années intermédiaires étant quant à elles estimées par interpolation ou extrapolation. Pour la commune, le premier recensement exhaustif entrant dans le cadre du nouveau dispositif a été réalisé en 2004.

En 2022, la commune comptait 553 habitants, en évolution de +8,43 % par rapport à 2016 (Alpes-Maritimes : +2,85 %, France hors Mayotte : +2,11 %).
| 1793 | 1800 | 1806 | 1822 | 1838 | 1848 | 1858 | 1861 | 1866 |
| ---- | ---- | ---- | ---- | ---- | ---- | ---- | ---- | ---- |
| 848  | 468  | 468  | 702  | 845  | 717  | 555  | 589  | 596  |

| 1872 | 1876 | 1881 | 1886 | 1891 | 1896 | 1901 | 1906 | 1911 |
| ---- | ---- | ---- | ---- | ---- | ---- | ---- | ---- | ---- |
| 568  | 559  | 580  | 623  | 641  | 594  | 597  | 635  | 675  |

| 1921 | 1926 | 1931 | 1936 | 1946 | 1954 | 1962 | 1968 | 1975 |
| ---- | ---- | ---- | ---- | ---- | ---- | ---- | ---- | ---- |
| 544  | 505  | 512  | 702  | 557  | 391  | 360  | 326  | 320  |

| 1982 | 1990 | 1999 | 2004 | 2006 | 2009 | 2014 | 2019 | 2022 |
| ---- | ---- | ---- | ---- | ---- | ---- | ---- | ---- | ---- |
| 313  | 330  | 334  | 460  | 489  | 496  | 516  | 551  | 553  |

### Enseignement
Établissements d'enseignements :
- écoles maternelle et primaire[64] ;
- collèges à Saint-Sauveur-sur-Tinée, Puget-Théniers, Saint-Étienne-de-Tinée ;
- lycée à Valdeblore.

### Santé
Professionnels et établissements de santé :
- Médecins à Péone, Saint-Sauveur-sur-Tinée, Isola ;
- Pharmacies à Péone, Saint-Sauveur-sur-Tinée, Isola ;
- Hôpitaux à Puget-Théniers, Saint-Étienne-de-Tinée, Villars-sur-Var.

### Cultes
- Culte catholique, Paroisse Saint Jean Baptiste[66], Diocèse de Nice.

## Économie

### Entreprises et commerces

#### Agriculture
Dans le passé, les Beuillois étaient pour la plupart dans l’agriculture et l’élevage. Aujourd’hui encore, des milliers de moutons transhument et y pâturent tout l’été.
Début juillet, c'est la saison des foins : faucher, sécher, tourner, aérer, ratisser, emballer... le foin de montagne se travaille tôt juste après la fin de la floraison pour avoir une herbe savoureuse qui donnera entre autres un goût exceptionnel aux fromages au lait cru de montagne. Plusieurs agriculteurs exploitent le foin dans le quartier de la Condamine.
Plusieurs bergeries exploitent le lait de chèvre pour faire du fromage au lait cru et proposent localement sur les marchés leurs produits.

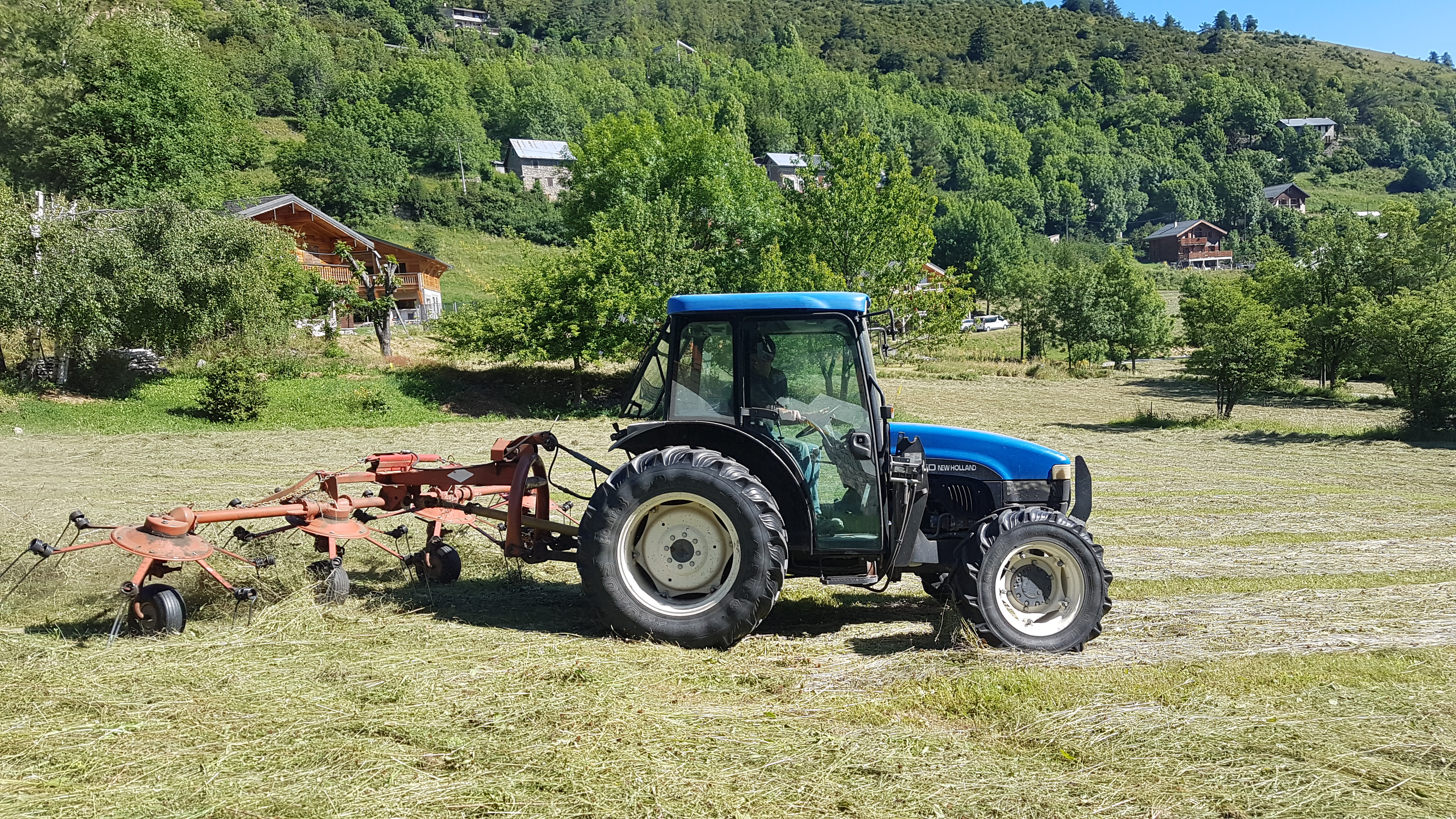
Aérer le foin.
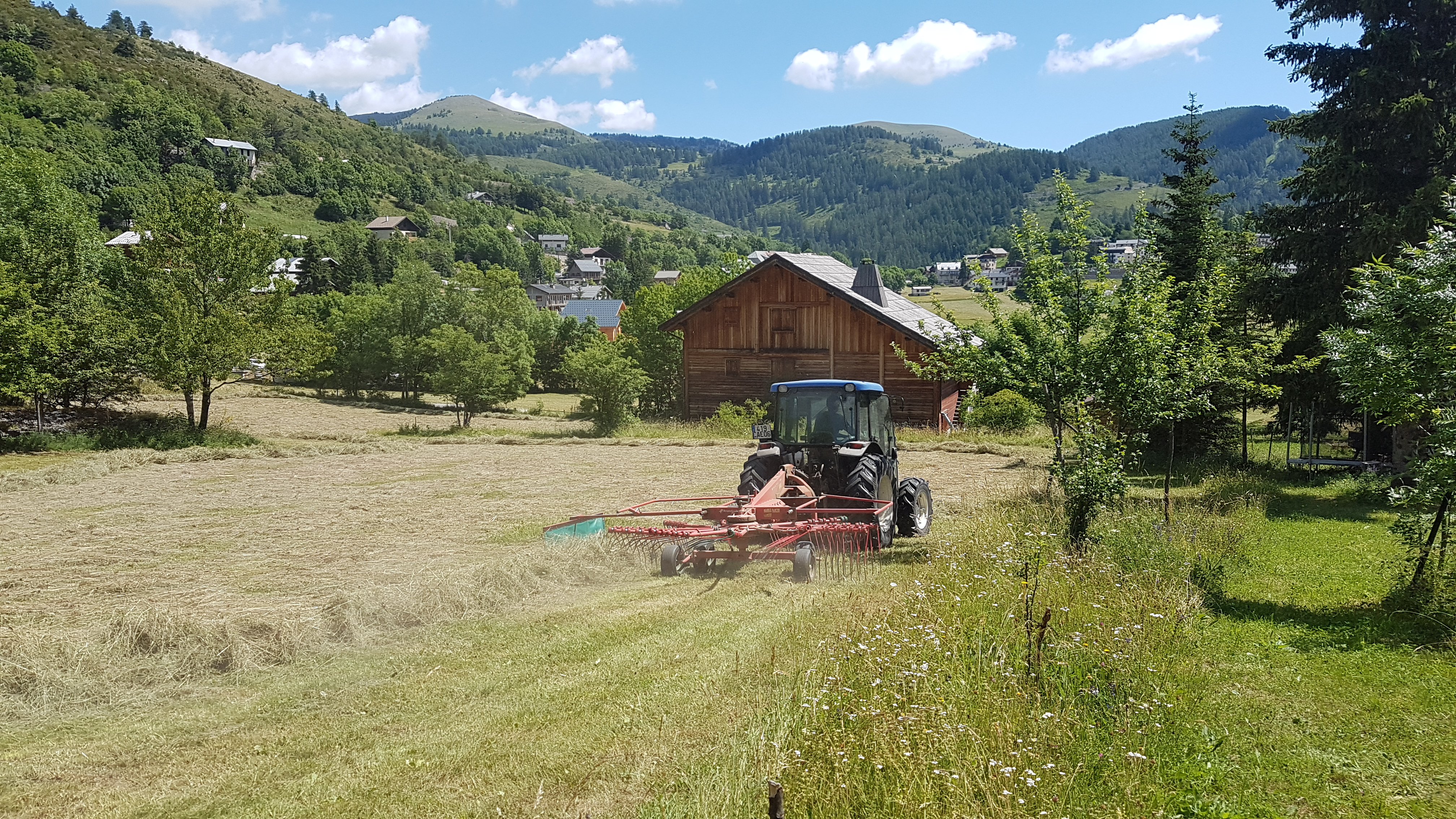
Ratisser le foin.
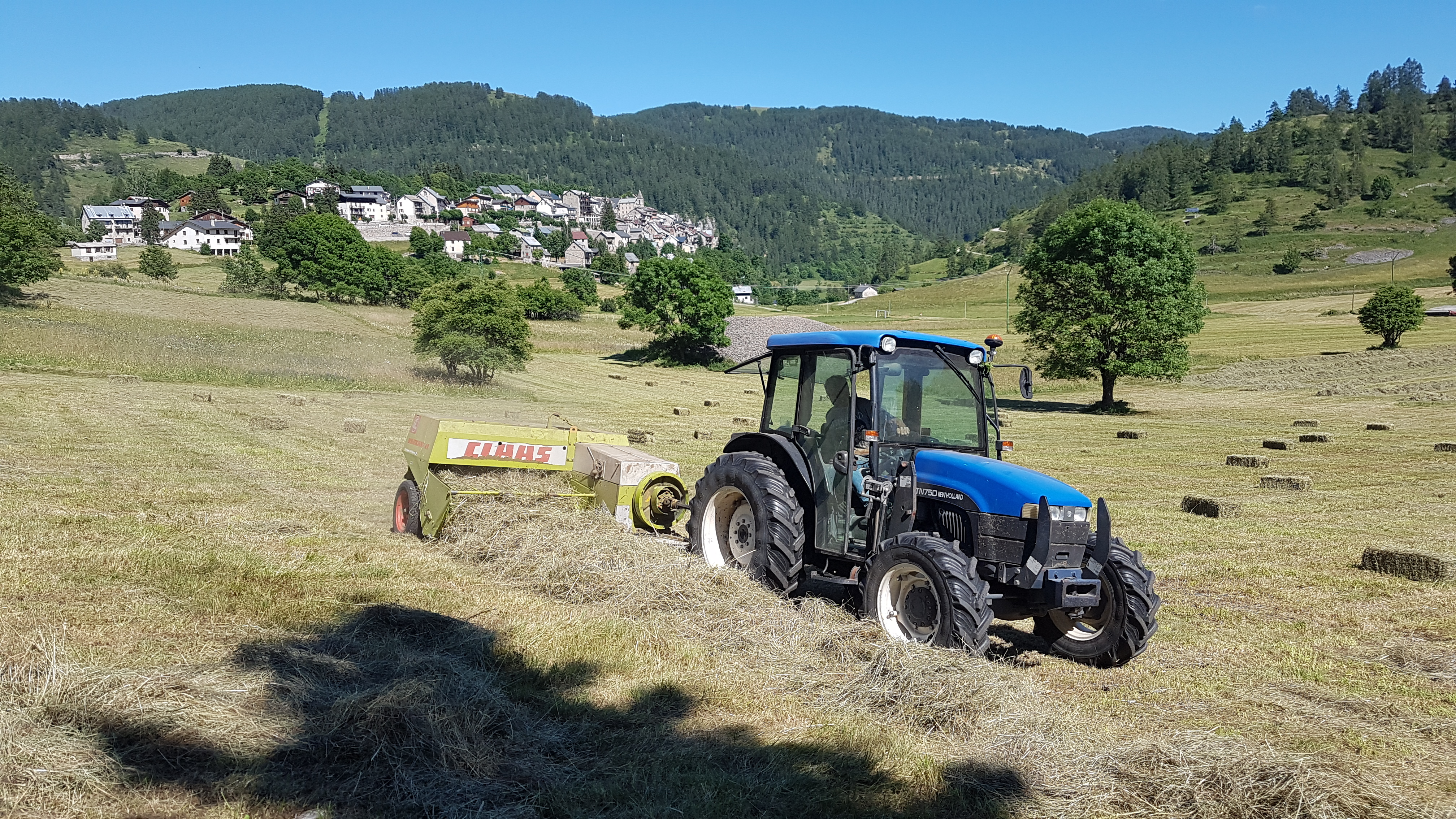
Emballer le foin.

#### Tourisme
Les habitants de Beuil vivent aujourd’hui du tourisme en hiver avec un domaine skiable de plus de 90 km de pistes balisées à la station de sports d'hiver de Beuil Les Launes. Elle comprend 52 pistes : 11 pistes vertes, 13 pistes bleues, 22 pistes rouges et 6 pistes noires, des secteurs pour les sportifs comme aux Éguilles et à Barzes. 23 remontées mécaniques entre Beuil est Valberg (6,8 km de distance par la route D28).
Au départ des Launes, plus de 25 km de piste de ski de fond et raquettes (Cumba Clava, Saint-Jean, La Sagne) autant qu’en été avec des activités multiples foot, tennis, randonnée, VTT, VTC etc.
La station de ski dispose d'un tremplin de ski à la Condamine datant de 1930 et un autre aux Launes datant de 1936 ; les deux sont désaffectés.

#### Commerces
- Le bistrot des sources, Bistrot de pays[69],[70].
- Commerces et services de proximité[71].

### Exploitations rurales

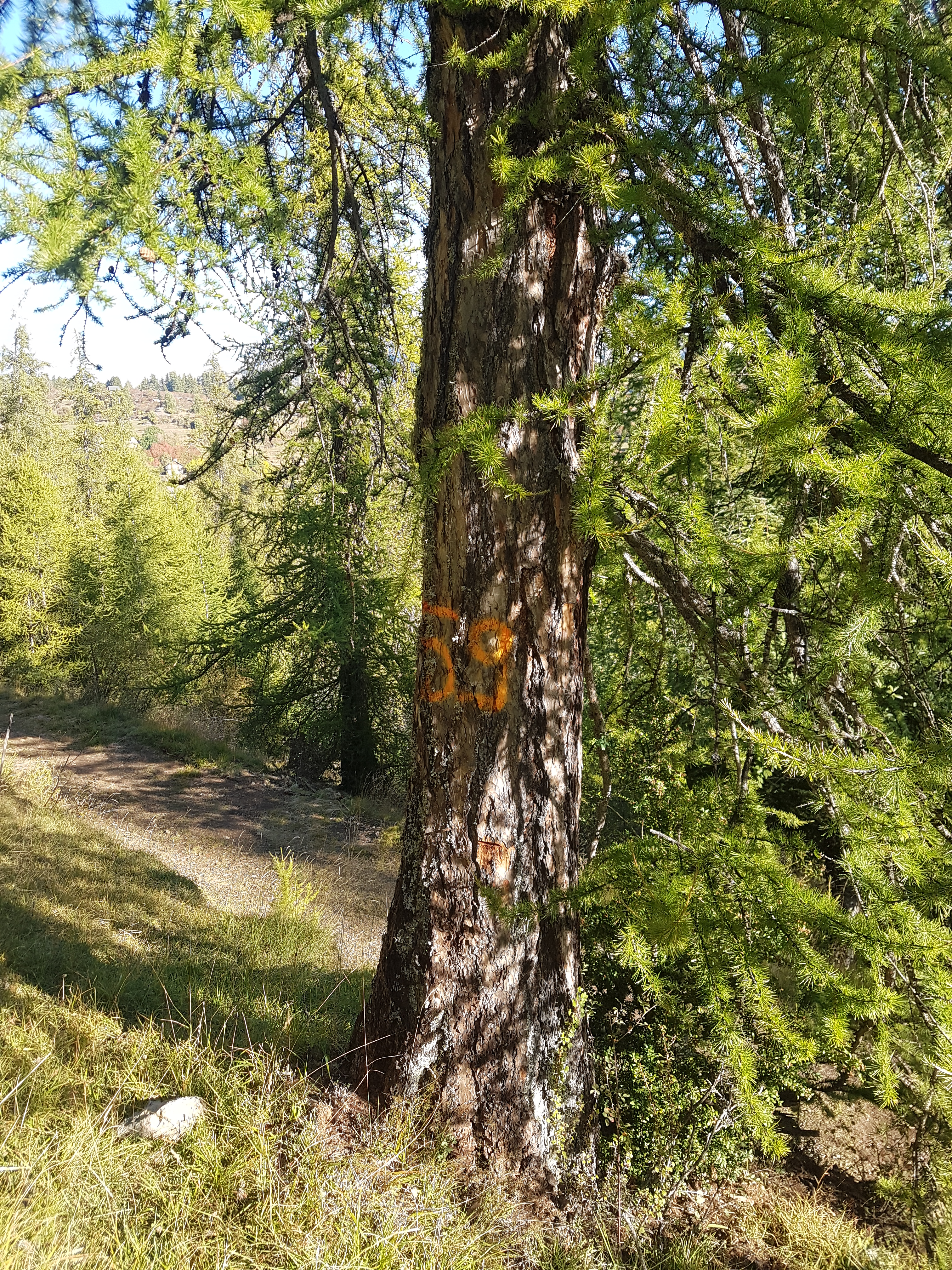
Affouage, marquage par l'ONF d'un mélèze.

#### Affouage
La commune procède le deuxième domaine forestier le plus étendu dans le département des Alpes-Maritimes. 
L'affouage est pratiqué et permet de distribuer aux résidents permanents ou secondaires (sur tirage au sort) 1 à 4 m3 de bois selon les années. Les règles d'exploitation et le choix des arbres sont définies par l'ONF.

## Sports
Victor de Cessole decide en 1910 de créer à Beuil une station de sport d'Hiver. Le 28 mars 1910 plusieurs compétitions de ski auront lieu. Les disciplines présentes : ski de fond, saut à ski, courses d'obstacles.
En 1921, les compétitions de ski sont annulées par le manque de neige.
En 1930, le club des sports d'hiver de Beuil est créé et le tremplin de la condamine est inauguré. Le tremplin olympique des Launes est inauguré en février 1937,. Un raid Chamonix-Beuil à ski est proposé pour promouvoir la station de ski.
Une piste de curling, une patinoire et une piste de bobsleigh sont créées au palace du Mont-Mounier en 1935.
En 1936, la station de ski de Beuil est complétée et étendue par la création de la station de Valberg située sur la commune de Péone.
Lors de la crise du Covid, le domaine de ski nordique de Beuil les Launes est prisé alors que les stations de ski de piste sont fermées.

### Le domaine skiable
Le domaine skiable de Beuil les Launes comporte 25 km de pistes de ski de fond.
Le ski de piste dispose de plusieurs remontées mécaniques au départ de Beuil ou des Launes.
Le domaine est relié à la station de ski de Valberg totalisant 52 pistes de ski, 130 km de pistes.

### Plan Ski
La pratique du ski est enseignée dans l'école de la commune dans le cadre d'une convention avec l'Éducation nationale.

## Lieux et monuments

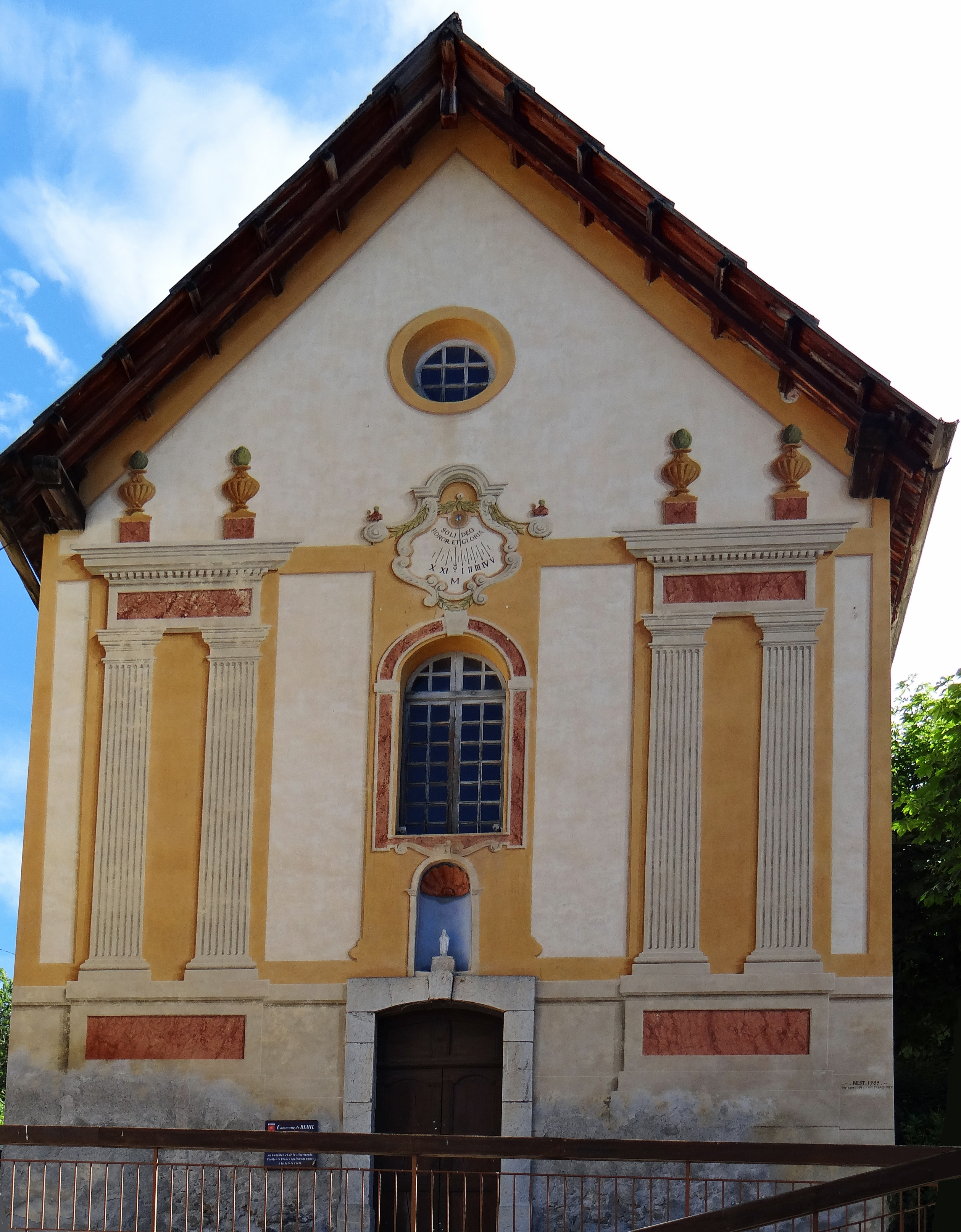
La chapelle des Pénitents blancs.
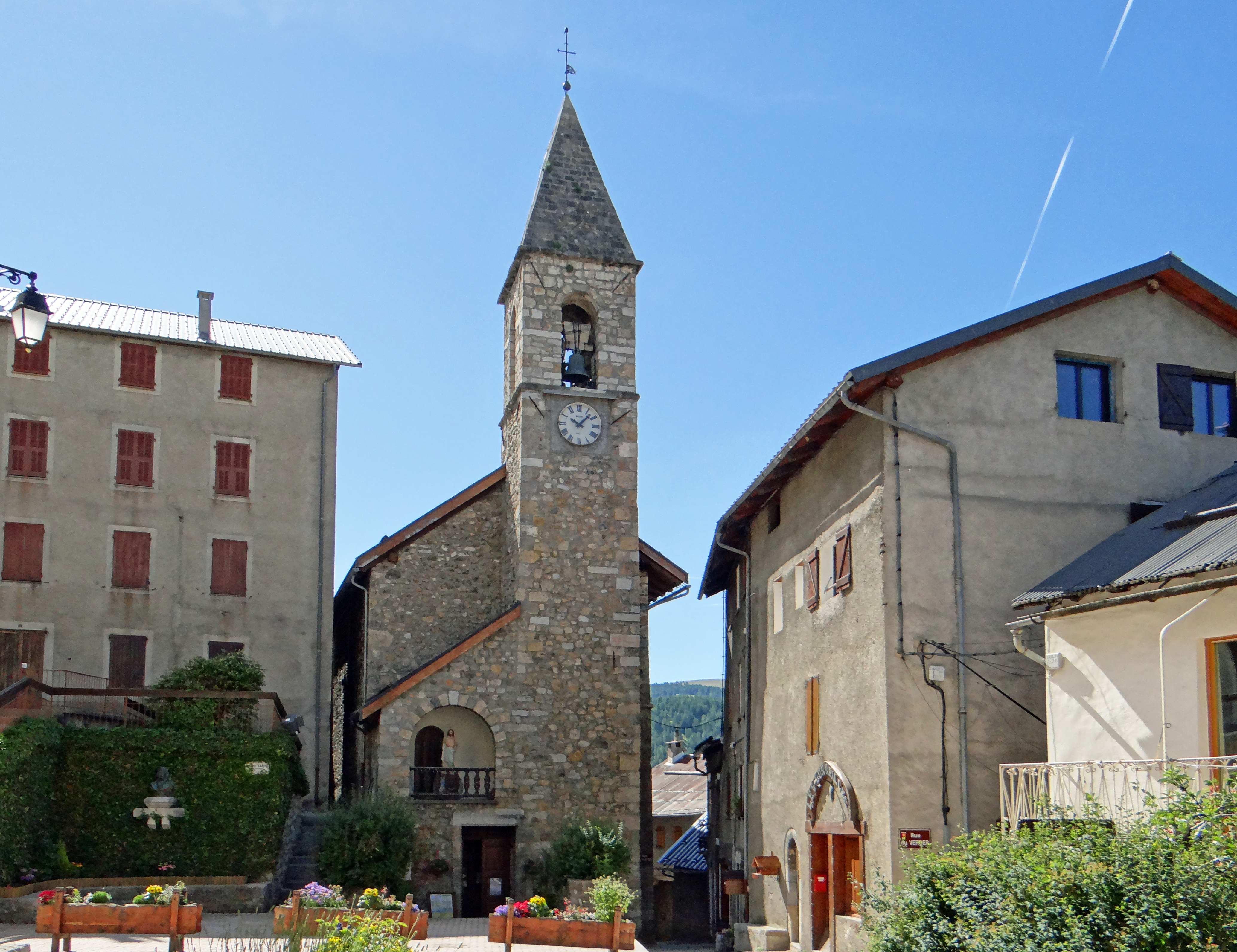
L'église Saint-Jean-Baptiste et Notre-Dame-du-Rosaire.
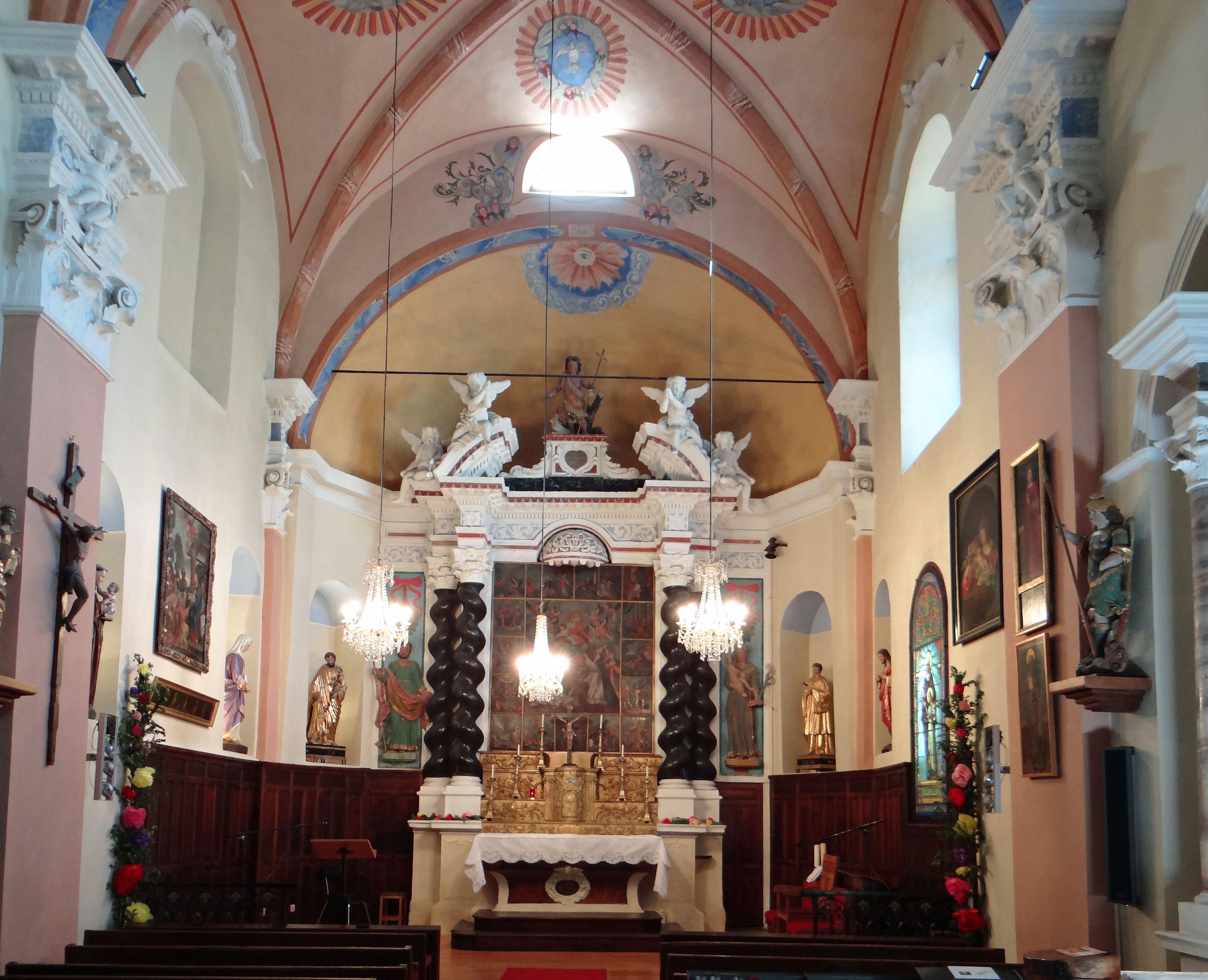
Nef de l'église.
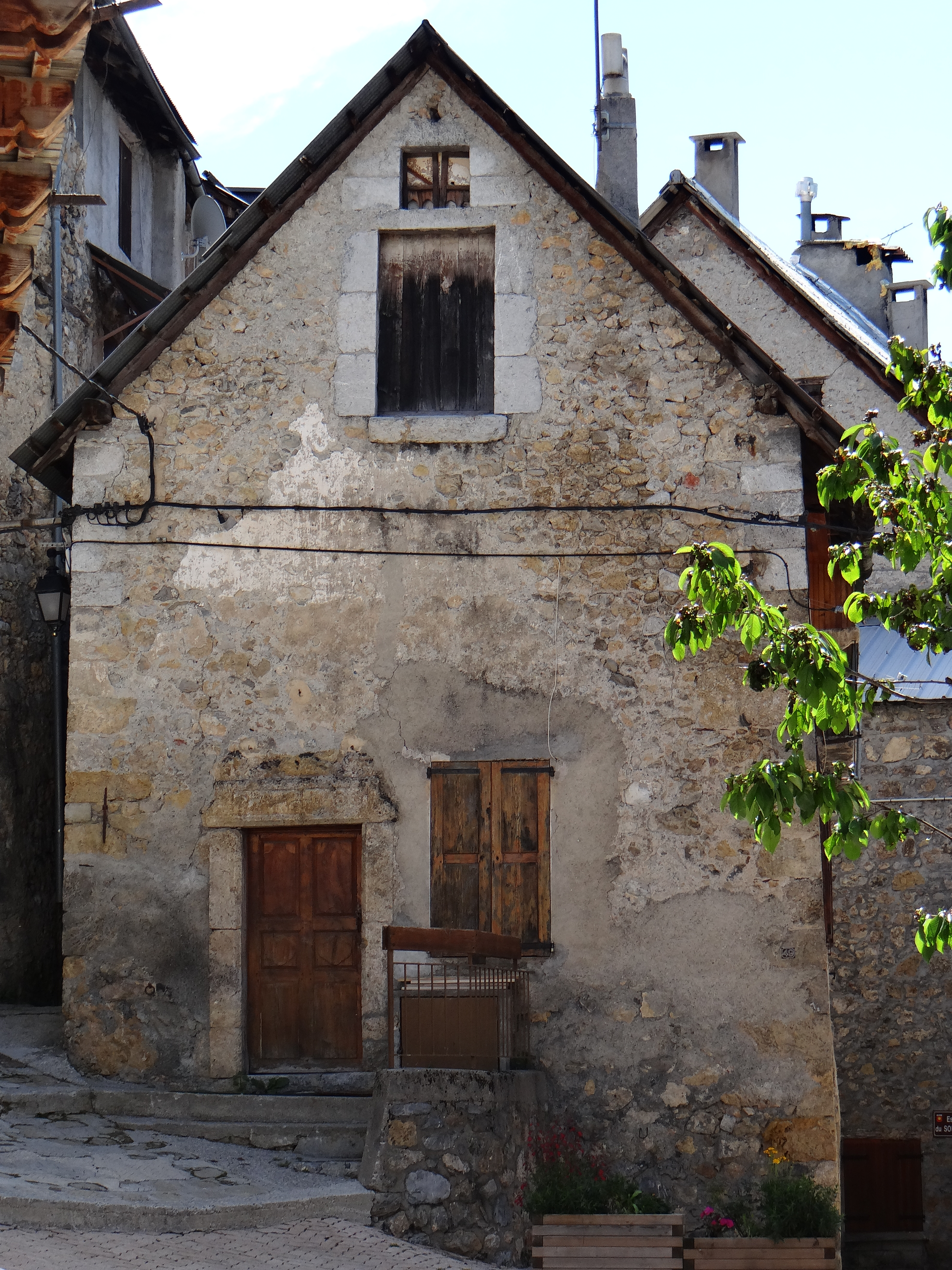
Ancienne chapelle San-Bastia et place San-Bastia.

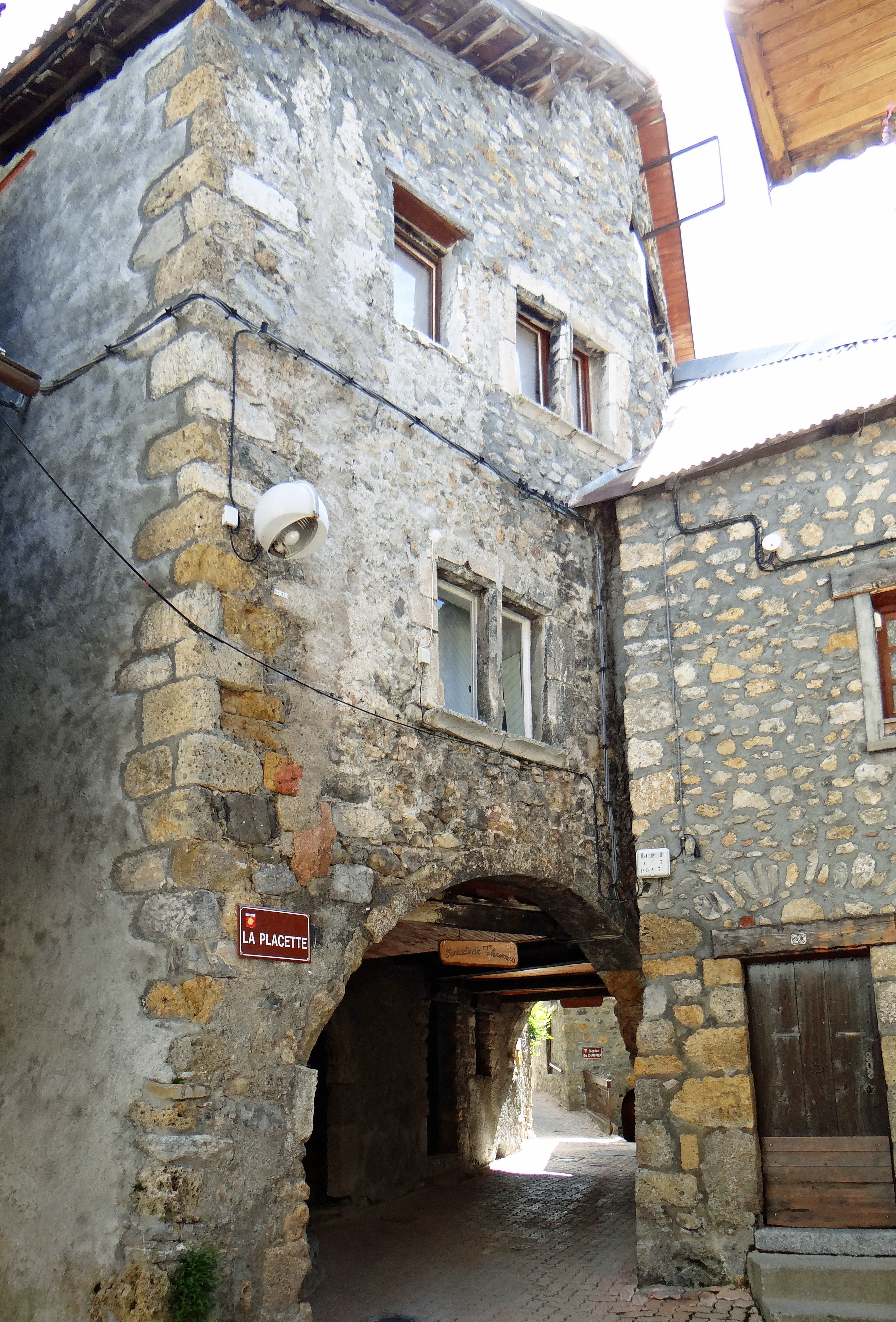
Maison sur la Placette et arcade de Thoumas.
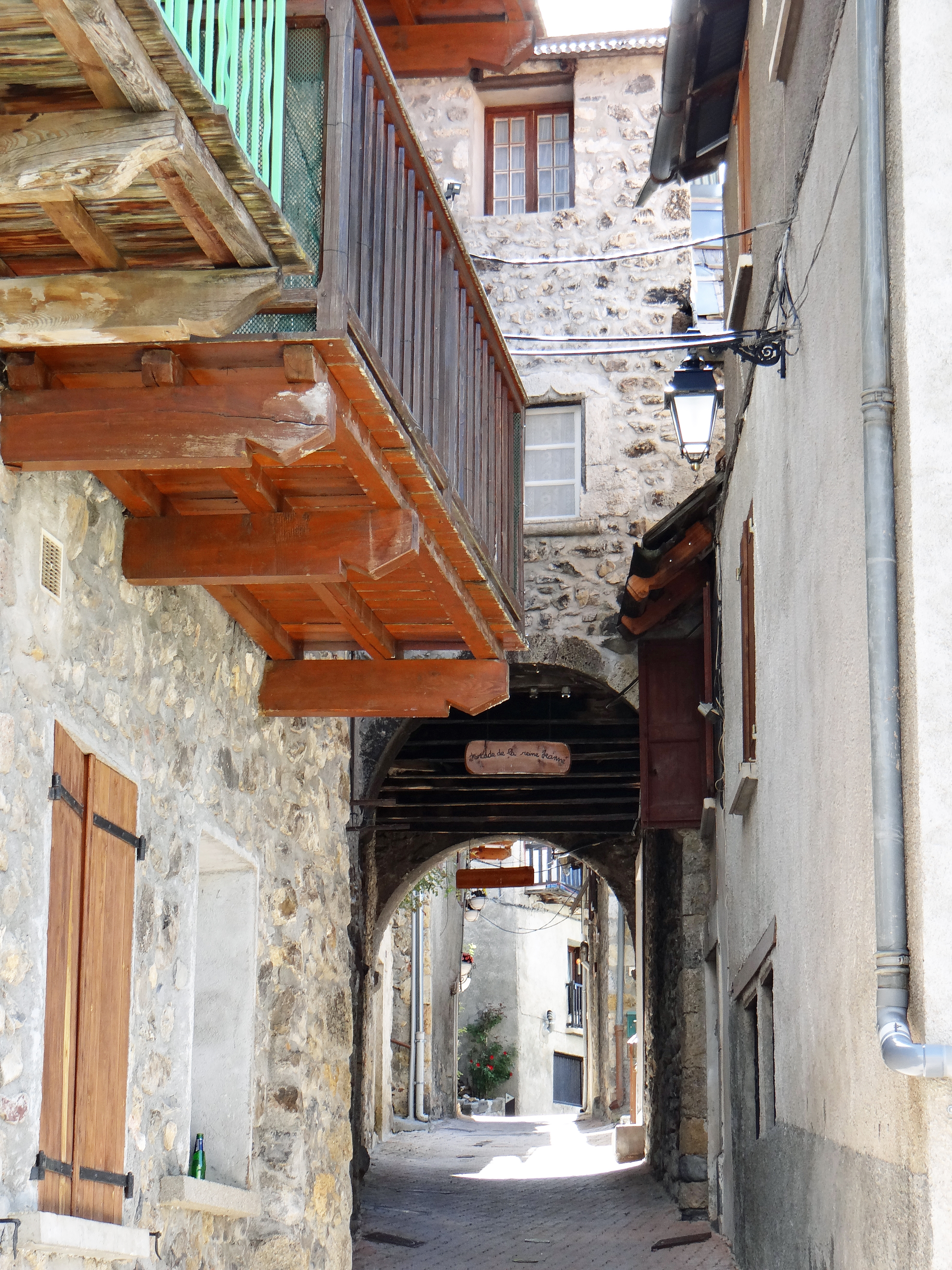
Arcade de la reine Jeanne.
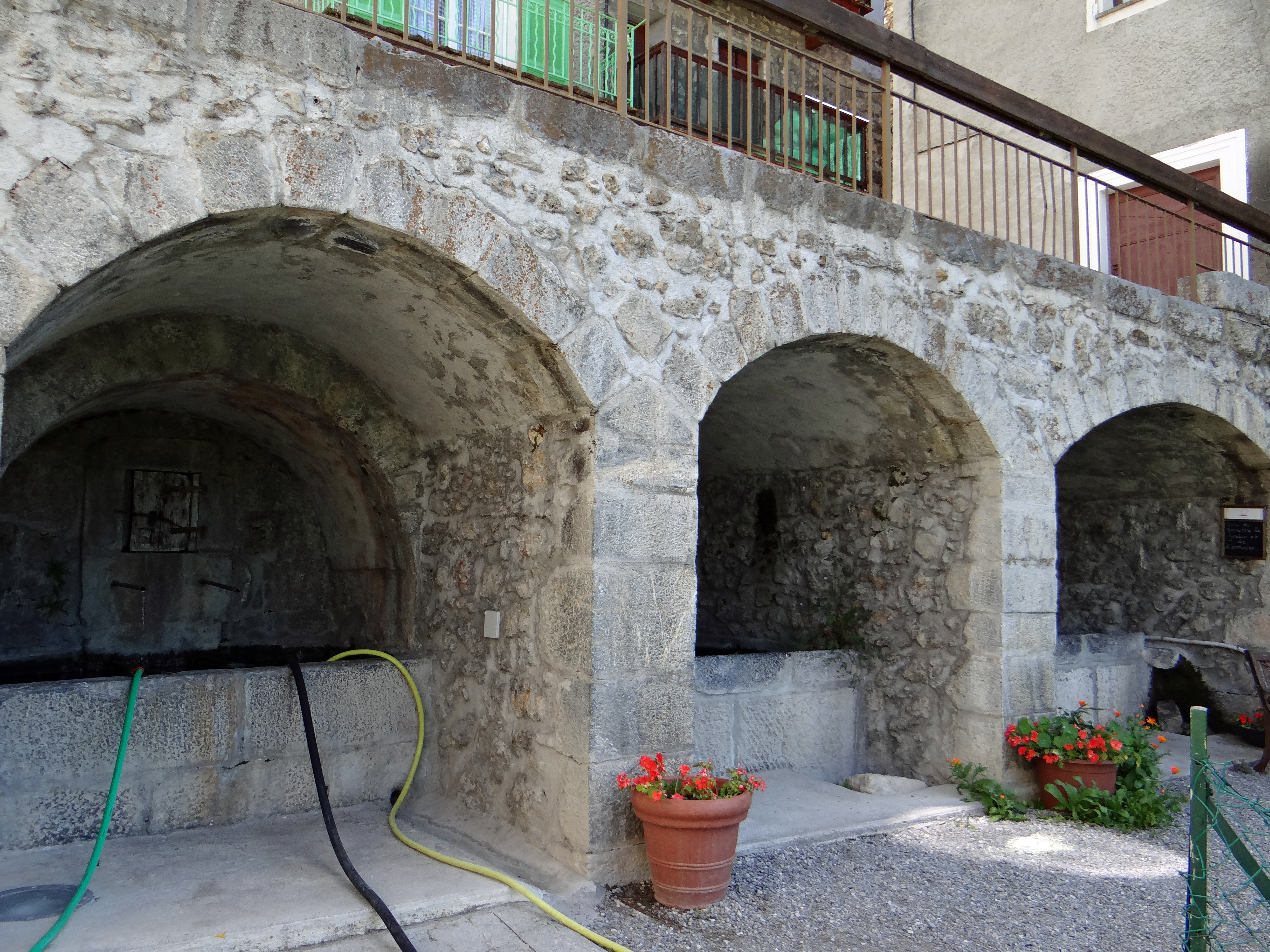
Lavoir[81].

- Il ne reste que des ruines du château de Beuil. Un premier donjon avait été construit à la fin du XIIe siècle ou au début du XIIIe siècle[82]. Ce n'est qu'en 1365 que Barnabé Grimaldi de Beuil a obtenu de la reine Jeanne de construire un château autour de ce donjon. Le château de Beuil est avec celui de Thiéry la résidence principale des seigneurs de Beuil, jusqu'à la fin du XIVe siècle où, après l'aide apportée au comte de Savoie Amédée VII pour obtenir la dédition de Nice à la Savoie ils obtiennent la seigneurie de Villars. Les comtes de Beuil vont alors délaisser le château de Beuil au profit de celui de Villars. Mais ils ont continué à entretenir le château. Après l'exécution d'Annibal Grimaldi, le 9 janvier 1621, le château est saisi et doit être démoli par les habitants de Beuil sur ordre du gouverneur du comté. Un plan de 1650 de l'ingénieur Morello montre que si le château est ruiné, il possède encore des structures solides. Le château n'a donc été arasé qu'après 1650.
- Église Saint-Jean-Baptiste et Notre-Dame-du-Rosaire, ancienne chapelle initialement placée sous l'invocation de Saint-Jean Baptiste comme l'atteste une mention sur le clocher, l'église Notre-Dame-du-Rosaire est devenue église paroissiale après la destruction de l'église Saint-Jean-Baptiste en 1794[83]. Sa construction a été terminée en 1687 comme l'indique la mention sur le linteau.
- Chapelles :
  - La chapelle des Pénitents Blancs[84], siège de la Confrérie du Gonfalon et de la Miséricorde[85],a été construite entre 1710 et 1720[86]. Elle est inscrite au titre des monuments historiques depuis décembre 1984[87].
  - Chapelle San-Ginié construite en 1700[88].
  - Chapelle Sainte-Anne-Les-Launes[89].
  - Chapelle Saint-Jean-Baptiste[90].
  - Chapelle Saint-Pierre[91].
  - Ancienne chapelle Saint-Bastien ou San-Bastian créée en 1700[92].
- Six oratoires.
- Monument aux morts[93],[94].
- Daté d'août 1523, un linteau sculpté « en réserve » (en relief), qui porte le nom et les armoiries de Loïs Serre, chanoine de Clans, qui fut secrétaire particulier d'Honoré 1er, baron de Beuil[95],[96].

### Les tremplins de saut à ski

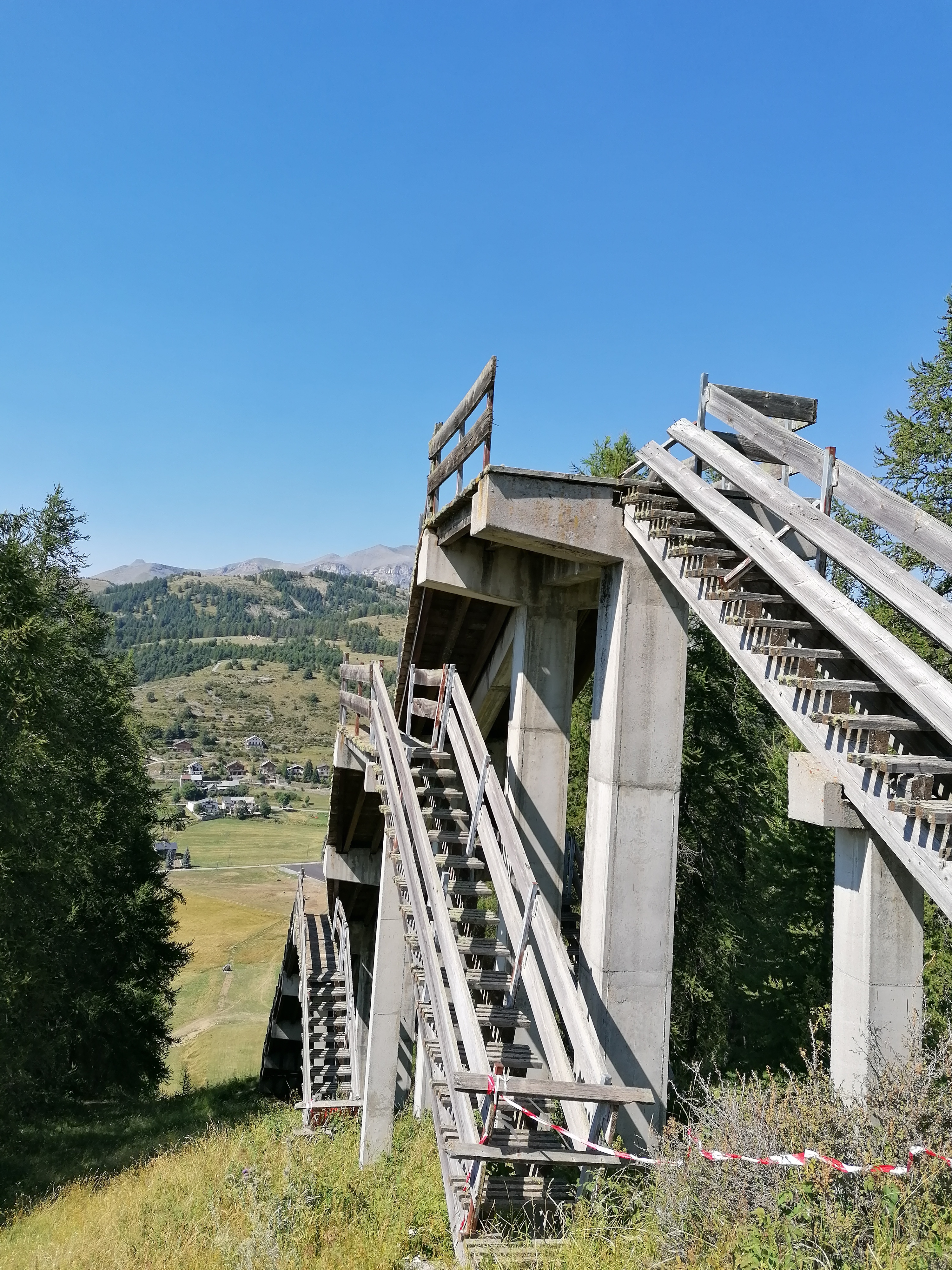
Tremplin des Launes.
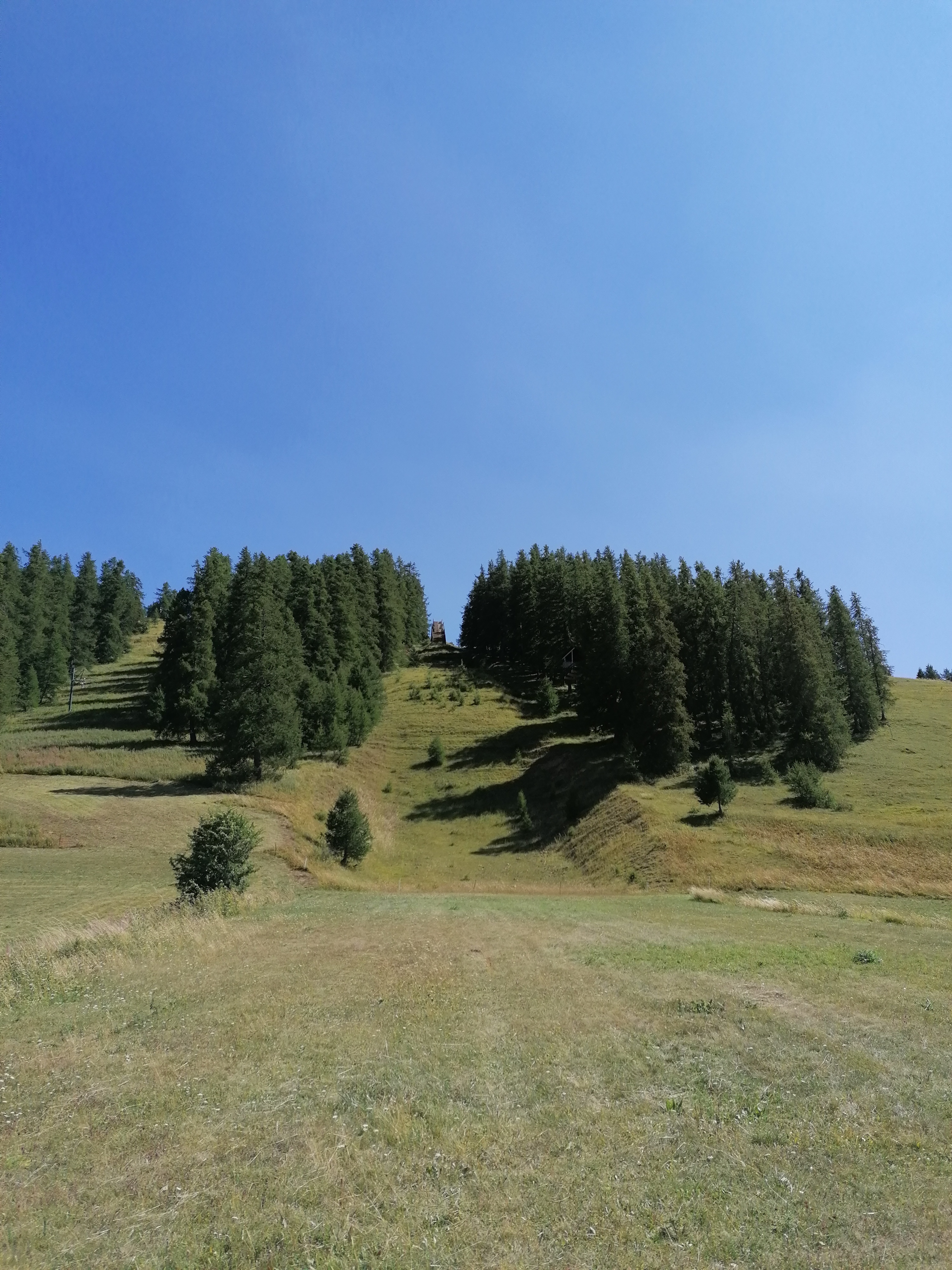
Tremplin des Launes.

Il existe deux tremplins de saut à ski, l'un sur Beuil, l'autre aux Launes.
Le tremplin des Launes servira à une cascade publicitaire effectuée par Rémi Julienne et à une cascade effectuée en moto par son fils pour le film Feu, Glace et Dynamite avec Roger Moore.

## Faune et flore

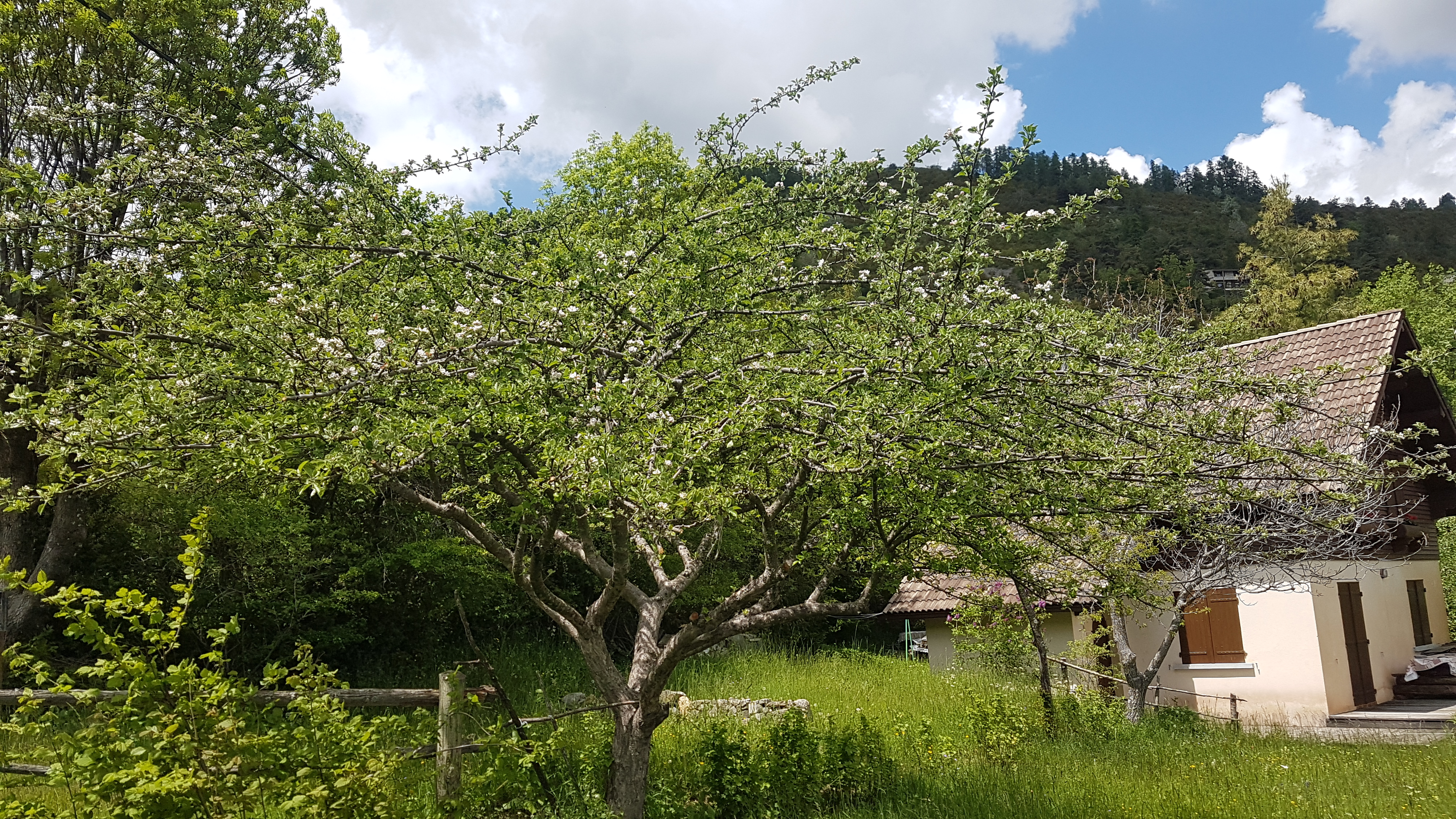
Pommier en fleur, la Condamine Beuil.

La commune de Beuil recense une grande variété d'espèces animales et végétales. Les forêts environnantes sont essentiellement composées de mélèzes. Les arbres fruitiers sauvages ou de plantations sont les pommiers, poiriers et cerisiers griottes.
Cerfs, chevreuils, renards, marmottes, faisans, sont visibles régulièrement dans le quartier de la Condamine. Plus haut sous le mont Mounier de nombreuses espèces emblématiques du milieu alpin y sont visibles comme les chamois, tétras, loups.
Un grand nombre d'espèces d'oiseaux sont présents dans la commune comme le gypaète barbu, le coucou, le tétras lyre, vautours, corbeaux.

## Personnalités liées à la commune

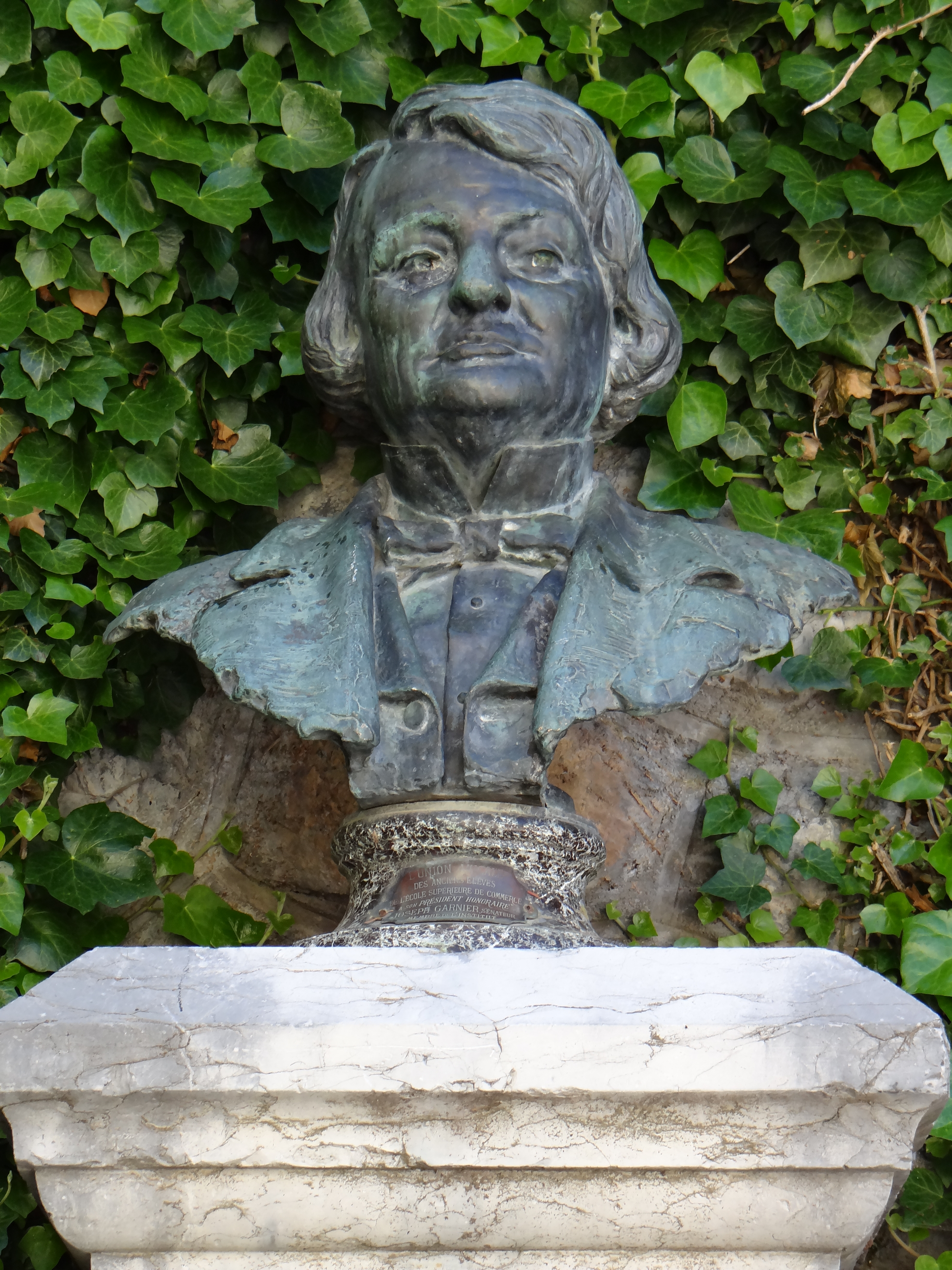
Buste de Joseph Garnier à l'emplacement de sa maison détruite en 1938 pour désenclaver l'église.

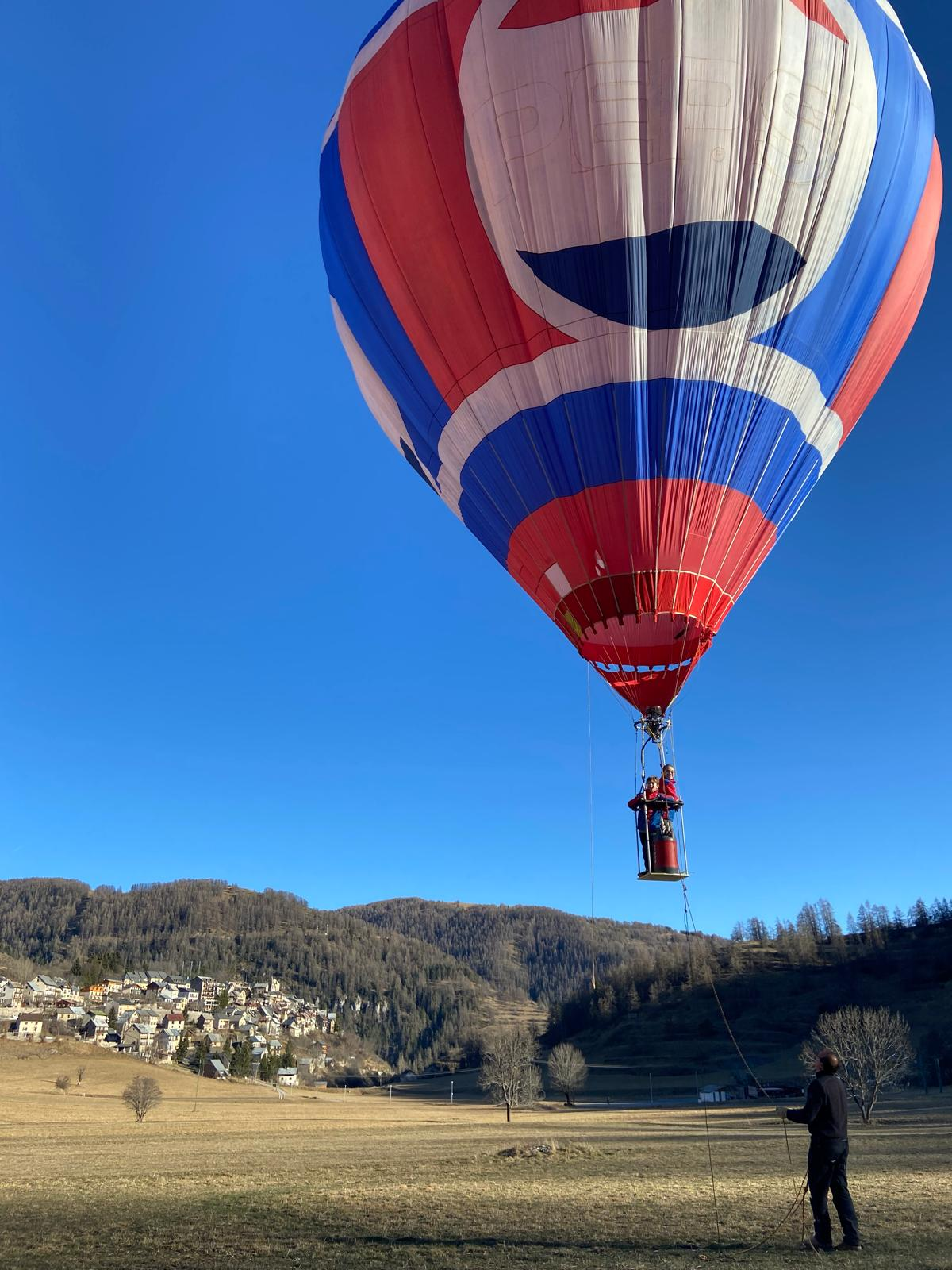
Essais de pilotage au sol d'une montgolfière en vol captif mobile à Beuil.

- Le lieutenant-colonel Marcel Pourchier nait en 1897 dans le village de Beuil. Promoteur des sports d'hiver dans les Alpes du sud, il a développé de nouvelles techniques, des méthodes d'entraînement et des équipements pour la montagne. Il a été, de 1932 à 1939, le premier commandant de l'école militaire de haute montagne (EMHM à Chamonix).

Résistant, il sera le premier chef militaire du Vercors au printemps 1943. Membre de l'ORA et du sous-réseau Druides (réseau Alliance) dans les Alpes-Maritimes, il est arrêté par les Allemands en janvier 1944 à Nice. Déporté, il sera fusillé le 1er septembre 1944 au camp de concentration du Struthof.
- Le capitaine Ferdinand Ferber, pionnier de l'aviation, procède à des essais de planeur pour suivre l’exemple d’Otto Lilienthal. Il utilise comme point de départ le sommet d’une colline et le 24 juin 1902, il réalise son premier vol de vingt mètres[99].
- Joseph Garnier, né le 3 octobre 1813 à Beuil (Alpes-Maritimes) et mort le 25 septembre 1881 à Paris, est un économiste et homme politique français.

Après des études à l'École supérieure de commerce de Paris où enseigne Adolphe Blanqui, également originaire du pays niçois, Joseph Garnier mène une double carrière de journaliste et d'économiste. Il est professeur puis directeur des études à l'École supérieure de commerce de Paris, professeur d'économie politique à l'École nationale des ponts et chaussées et membre fondateur de la Société d'économie politique.
Il est également rédacteur au National, à la Revue de la Science économique et au Journal des économistes.
Il est enfin membre de l'Académie des sciences morales et politiques, sénateur des Alpes-Maritimes (janvier 1876 - septembre 1881), tendance centre-gauche, et auteur de nombreux ouvrages d'économie politique.
- Stephane Belgrand Rousson effectue en 2024 plusieurs essais techniques sur une montgolfière télépilotée au sol dans le quartier de la Condamine où il réside[100].